# Mořkov
Mořkov (německy Murk) je obec v Moravskoslezském kraji v okrese Nový Jičín, ležící 7,5 km jihovýchodně od Nového Jičína. Žije zde přibližně 2 400 obyvatel. První písemná zmínka o obci se objevuje roku 1411 (některé publikace však uvádějí již rok 1274). Ve vlastnictví obce se vystřídalo několik majitelů. V 16. století patřila Žerotínům a následně (až do bitvy na Bílé hoře) městu Nový Jičín. Protože Nový Jičín podporoval stavovské povstání, byl mu majetek odebrán a darován olomoucké jezuitské koleji. Po zrušení řádu bylo panství i s obcí Mořkov předáno vídeňské Tereziánské akademii. Před druhou světovou válkou (po odstoupení Sudet v důsledku Mnichovské dohody) vedla po severní straně obce státní hranice mezi nacistickým Německem a zbytkem Československa. Hraniční obcí byl Mořkov až do vzniku Protektorátu Čechy a Morava. Vesnice byla vždy samostatnou obcí a nikdy nebyla sloučena do obce s dalšími vesnicemi.
Obec se nachází severně od Moravskoslezských Beskyd na úbočí vrchu Huštýna a svažuje se až k říčce Jičínce tekoucí na jejím severním okraji. Prochází jí silnice II/483 a také železniční trať číslo 323. Její součástí jsou dvě základní sídelní jednotky pojmenované „Mořkov“ a „Mořkov – u zastávky“ (ta se nachází západně od Mořkova při silnici na Hodslavice). V obci je poštovní úřad, knihovna a mateřská i základní škola. Od roku 1889 zde působí též Sbor dobrovolných hasičů. Z dalších společenských organizací v Mořkově byly Dělnická tělocvičná jednota, Orel a Sokol. V obci se nachází fotbalové hřiště, na kterém hrají své zápasy hráči TJ Mořkov. Pod tuto organizaci vedle fotbalu patří ještě oddíly volejbalu a šachu.
Mezi významné stavby patří kostel svatého Jiří a kaple Panny Marie Bolestné, která je spolu s pomníkem Rudé armádě, umístěným u zdejší školy, zařazena mezi kulturní památky České republiky. Během roku 2020 se počet památkově chráněných objektů rozrostl o další tři domy. V obci je tradičně na konci dubna pořádána pouť, na počátku května turistický pochod pojmenovaný „Pochod okolo Mořkova“, začátkem července Den obce Mořkov a na podzim zábavný pořad „O mořkovský koláč“.

## Název

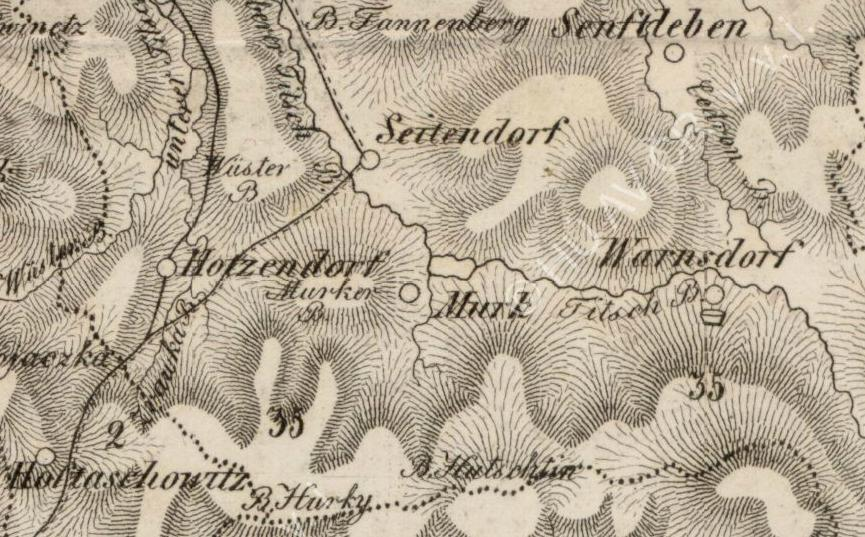
Mořkov (pojmenovaný „Murk“) na Schenklově mapě krajů (z let 1841–1845)

Název obce je odvozen od přivlastňovacího způsobu ze jména Mořek, které vzniklo od slova „mořit“, tedy „hubit“ či „ničit“. Přivlastňování dokládá přípona „-ov“. Dle jiných zdrojů je název odvozen od jména zakladatele obce, pravděpodobně Mařka, Marka či Maříka. V časopise Selský archiv z roku 1902 tvrdí Vincenc Prasek, že původní verze je Maříkov a Mořkov je jen následnou zkomoleninou. Dle Ladislava Hosáka a Rudolfa Šrámka však byl postup vývoje zcela opačný, když z původního tvaru Mořkov až následně vzniklo Mařkov podle Mařa, Mařík či Mařata.
Vývoj názvu přechází od označení Moržkov, které se objevuje v roce 1411, přes Morzkov (1437), Mařkov (1517), Morzkow (1524), Morsskow (1558), Murckh (1676), Murk (1718), Murck (1751), opět Murk (1841), Mořkow (1846), Moškov (1872), až po Mořkov z roku 1881. V němčině používaný výraz Murck se užívá až od 17. století.

## Historie
Roku 1411 byl Mořkov součástí štramberského panství, které patřilo pánům z Kravař. Podle názoru historika Adolfa Turka a dalších zdrojů ale existuje spojitost mezi obcí a lokalitou „Muritz“, kterou měl roku 1274 nebo 1275 dát olomoucký biskup Bruno lénem manovi Mravíkovi. Tento letopočet však vyvracejí Ladislav Hosák a Rudolf Šrámek tvrzením, že Mořkov nebyl biskupským lénem, a tudíž jej biskup nemohl nikomu udělovat. Posledním majitelem obce z rodu pánů z Kravař byl Jan Jičínský z Kravař a Fulneka, který roku 1434 zemřel. Protože byl bezdětný, zdědil majetek jeho bratranec Ctibor z Cimburka. Panství ovšem bylo zatíženo dluhy, a proto jeho část (včetně obce Mořkova) byla prodána Puklicům z Pozořic (Janovi a Vilémovi). Během jejich vlády však byla v kraji bída a řádili zde loupežníci a lapkové. Roku 1474 koupil od Pukliců štramberské panství Jindřich Černohorský z Boskovic společně se svými bratry. Po jeho úmrtí přešel majetek na bratry, kteří jej roku 1478 prodali Benešovi z Hustopečí. Roku 1531 zakoupili štramberský statek páni ze Žerotína a připojili jej k Novojičínskému panství. Za Žerotínů nastal rozkvět panství a zlepšily se i sociální poměry poddaných. Po dvou letech se panství rozdělilo na Starojičínské a Novojičínsko–Štramberské, přičemž roku 1558 se město Nový Jičín vykoupilo ze Žerotínova poddanství a za 39 000 zlatých získalo i Novojičínsko–Štramberské panství.

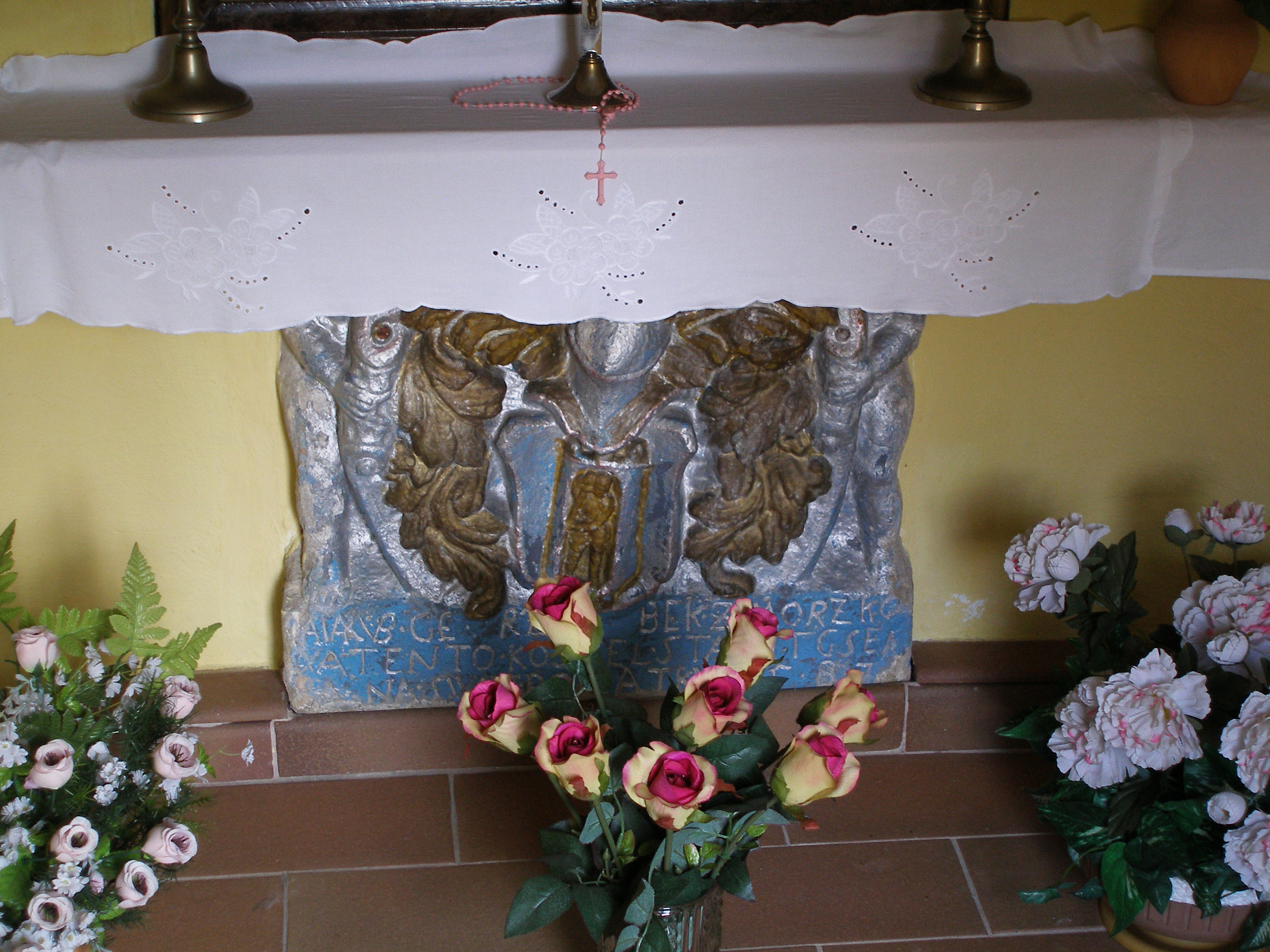
Znak Jana Jeřábka z Mořkova v místní kapli

V Mořkově vznikl svobodný dvůr, jenž byl v majetku rodiny Jeřábků. Nejstarší známý představitel rodu, Jakub Jeřábek, nechal roku 1587 na místě původního dřevěného kostelíka z roku 1437 zbudovat kostel z kamene a cihel. Jeho synem byl Jan Jeřábek z Mořkova. Nový Jičín vlastnil Mořkov až do roku 1624, kdy kvůli podpoře stavovského povstání proti císaři Ferdinandu II. v letech 1618 až 1620 o svůj majetek přišel. Roku 1624 byl Mořkov s celým Novojičínsko–Štramberským panstvím darován jezuitské koleji v Olomouci, v jejímž majetku byl až do roku 1773, kdy za panování Josefa II. došlo ke zrušení tohoto řádu. V rámci svých poddanských povinností museli zdejší poddaní ve druhé polovině 17. století jezdit vrchnosti pro víno, které přiváželi z oblastí jihomoravského Znojma či Šatova nebo z okolí dnešních rakouských měst Retze a Vídně, tedy ze vzdáleností asi 170 kilometrů (měřeno vzdušnou čarou). Od roku 1665 však mohli poddaní místo dovozu vína zaplatit částku 18 stříbrných grošů, a tím se z povinnosti vyvázat. Po zrušení řádu bylo celé panství předáno c. a k. Tereziánské akademii ve Vídni. V 18. století v obci docházelo k rozvoji přádelnictví a tkalcovství (dosud se lidé věnovali především zemědělství). V roce 1718 se objevuje první zmínka o vodním mlýně v Mořkově (dnes čp. 99), kdy je v obecní gruntovní knize psáno, že jej od jezuitské vrchnosti koupil mlynář Václav Horák. Roku 1844 byla v obci postavena přízemní budova pro zdejší školu a roku 1853 postavil na svém pozemku Jan Jeřábek kapli, kam přenesl kamenný erb rodiny Jeřábků, který byl do té doby osazen na věži Jeřábkova kostela z roku 1587. V závěru 19. století se stavěla železniční trať z Ostravy do Valašského Meziříčí, která je vedena jižně od obce a je na ní v blízkosti obce zřízena železniční zastávka. Provoz na ní byl zahájen 1. června 1889. Téhož roku vznikla také první společenská organizace v obci (Sbor dobrovolných hasičů) a roku 1897 též místní záložna.

### Počátek 20.století a světové války

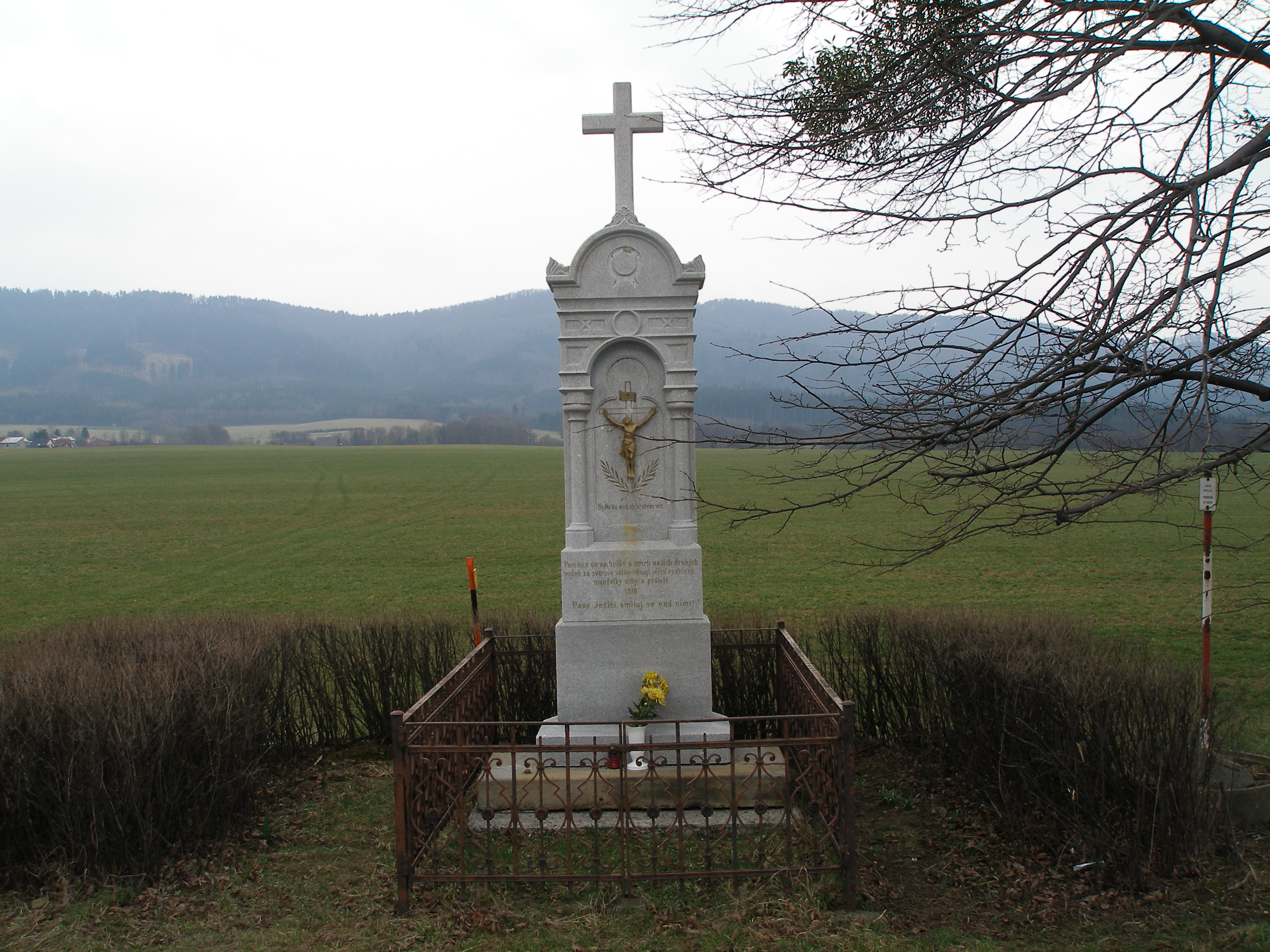
Pomník padlým během první světové války

Na počátku 20. století zahájil provoz druhý vodní mlýn v obci (čp. 59). Od roku 1911 či 1912 působila v obci tělovýchovná jednota Orel. V polovině roku 1914 vypukla první světová válka a v zemi proběhla všeobecná mobilizace. Na podzim téhož roku se v Mořkově konalo i rekvírování zdejších a hodslavických koní na válečnou frontu. Dne 10. října 1916 došlo k rekvírování zvonů z místního kostela. Na začátku roku 1918 se pro válečné účely rekvírovaly dokonce píšťaly zdejších varhan. Na konci války zemřel starosta Jan Pitr a do voleb ho vystřídal František Černoch. Po nich se stal starostou obce Josef Geryk z Československé strany lidové. Po jeho tragickém úmrtí v lese v roce 1923 se starostou stal František Černoch a ve druhé polovině 20. let 20. století jej vystřídal Jan Bartoň. V té době došlo k nahrazení starobylých pouličních loučových svítidel petrolejovými a karbidovými lampami. Na památku útrap a padlých během války byl u silnice do Hodslavic zbudován pomník válečným obětem.
Po první světové válce se rozvíjely živnosti – v obci vznikly obchody, řeznictví, pohostinství či stolařství. Roku 1929 byl v Mořkově zbudován Katolický dům a místní odbočka Orla získala kinematografické oprávnění, aby mohla promítat filmy, s čímž také v této nově vystavěné budově začala. Začátkem června 1925 se z věže mořkovského kostela rozezněly nové zvony (pořízené místo původních, které byly zrekvírovány během války). Koncem června 1928 projel obcí prezident Masaryk a krátce se zastavil před místní školou.
V březnu 1930 schválilo obecní zastupitelstvo elektrifikaci obce, k jejímuž dokončení došlo roku 1933. Tou dobou ale také končí provoz vodního mlýna v domě čp. 59. Roku 1932 proběhly obecní volby, po nichž se stal starostou František Pítr. Po částečné mobilizaci v květnu roku 1938 začalo československé vojsko budovat na okraji lesa v katastru obce muniční sklady (dřevěné, až 15 metrů dlouhé přízemní budovy s příjezdovými cestami a betonovými rampami). Po odstoupení Sudet v důsledku Mnichovské dohody v roce 1938 byla nová státní hranice vedena silnicí na Veřovice a Mořkov se tak stal příhraniční obcí, v níž došlo ke zřízení celnice. Původně měla jít hranice středem obce, ale petice občanů adresovaná říšskému kancléřství v Berlíně zajistila, že delimitační komise rozhodla o ponechání celé obce v Československu. Protože však dosavadní okresní město Nový Jičín připadlo Německu, stal se Mořkov do konce války (v roce 1945) součástí okresu Valašské Meziříčí. Hraniční obcí byl Mořkov do 15. března 1939, kdy vznikl Protektorát Čechy a Morava, což mělo za následek zrušení hranice. V témže roce se starostou obce stal František Bartoň.
Během druhé světové války bylo 20 občanů odvedeno na nucené práce jak do Německa, tak do průmyslových podniků v okolních městech. Další občany v roce 1941 Němci zatkli a odvlekli do koncentračních táborů, kde je umučili (čtyři v Mauthausenu a jednoho v Dachau). Během heydrichiády došlo 4. června 1942 obklíčení celé vesnice a němečtí četníci ve spolupráci s vojáky prohledávali všechny domy a budovy. Během válečných let pomáhal zdejším lidem mlynář Miroslav Hoferka, který místním ve svém mlýně (čp. 99) tajně mlel jejich obilí. Na konci války byly pod dohledem německého vojska budovány v okolí Mořkova zákopy a protitankové zátarasy, k jejichž plnému využití ovšem nedošlo. Dne 3. května 1945 zničili partyzáni místní železniční trať a mezi Mořkovem a Veřovicemi, když vyhodili do povětří vojenský železniční transport, který tudy projížděl. K osvobození Mořkova došlo v podvečer 6. května 1945. Jedinou obětí osvobozování byl sovětský voják Ilija Pjotrij Karaměnko, který padl u silnice na Veřovice v oblasti zvané „V Říkách“. V těch místech (v blízkosti dnešní autobusové zastávky „Pomník rudoarmějce“) pak byl na jeho počest zbudován pomníček, jenž je zde dodnes.

### Poválečné období a doba socialismu

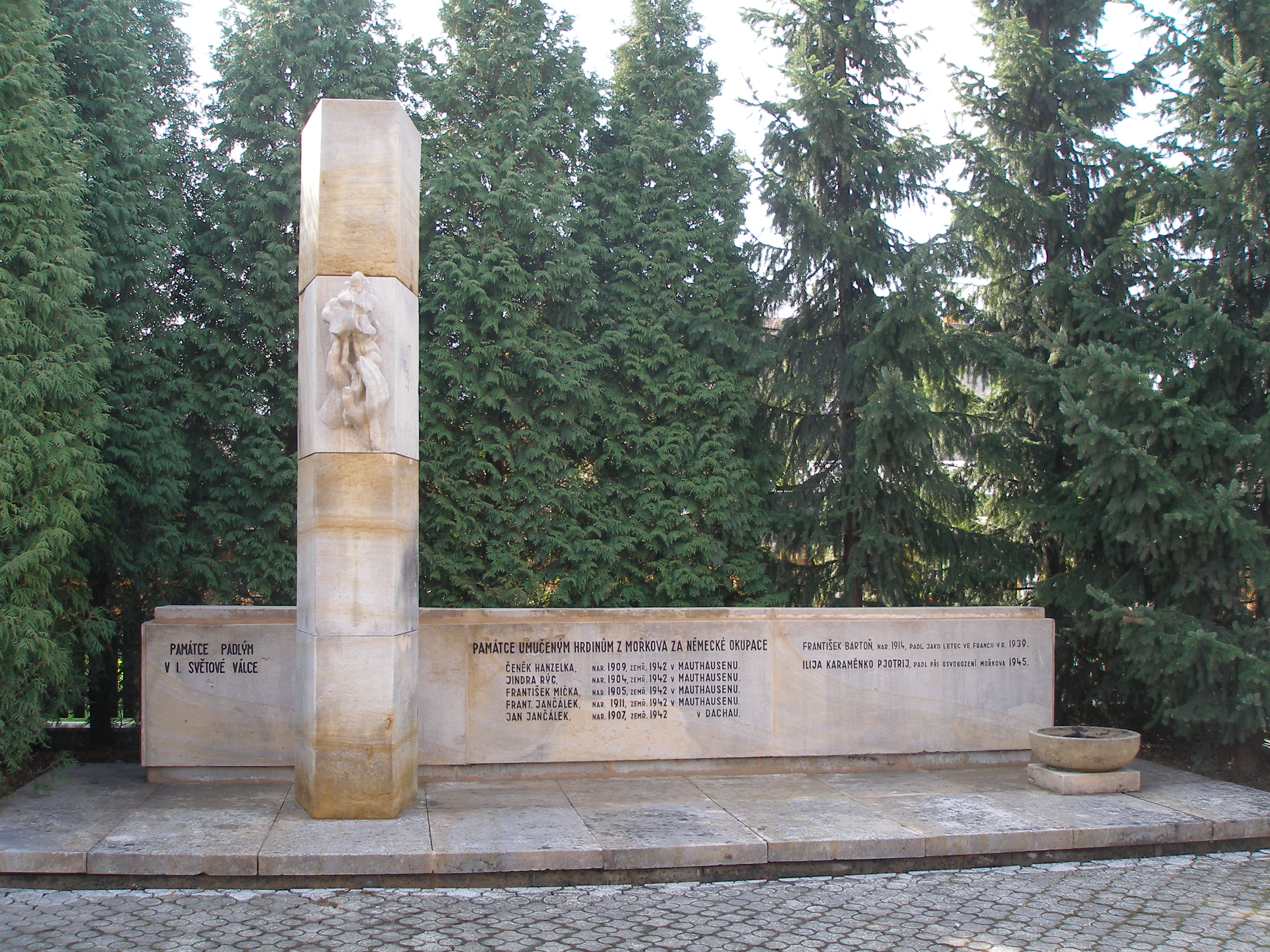
Památník obětem německé okupace

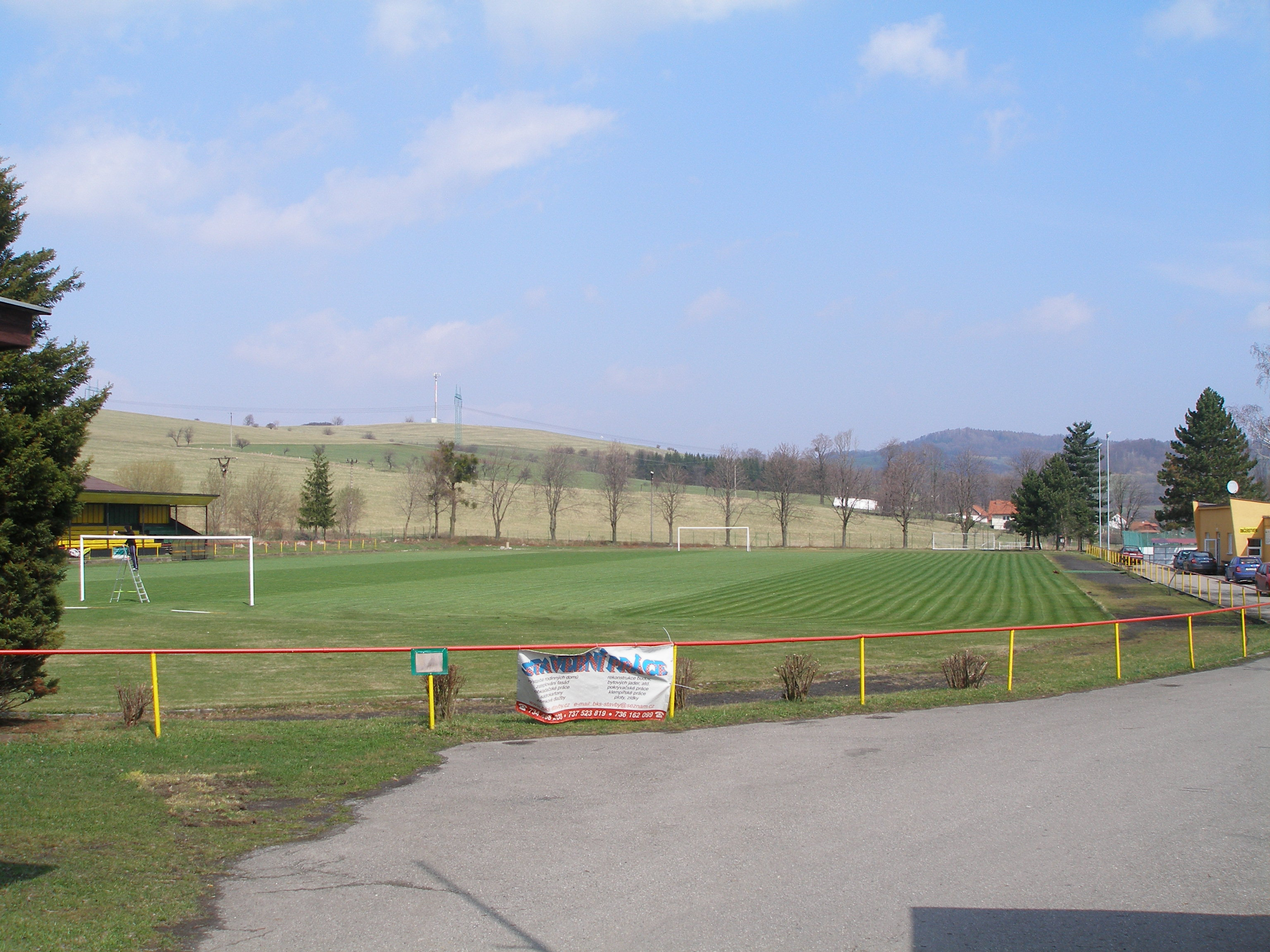
Místní fotbalový stadion, v pozadí Mořkovský vrch

Po druhé světové válce se správy obce ujal národní výbor, v jehož čele stál Miroslav Rýdl. Na konci května 1945 ho vystřídal František Bartoň, po němž ještě do voleb 1946 krátce starostovali postupně Jan Mička a Jan Bartoň. Během oslav 28. října 1945 byl odhalen pomník občanům padlým během druhé světové války. V rámci osidlování pohraničí, odkud předtím odešli němečtí občané, se v průběhu let 1945 až 1946 z Mořkova vystěhovalo asi 500 občanů. Mnozí z nich se však po několika letech vrátili zpět. Ve volbách v roce 1946 zvítězila v obci Československá strana lidová (ČSL) se ziskem 56 % hlasů následovaná Komunistickou stranou Československa, jež získala 28 % odevzdaných hlasů. Po volbách se starostou obce stal Jan Macíček. Počátkem srpna 1947 byl z výtěžku sbírky mezi zdejšími občany zprovozněn místní rozhlas.
Po komunistickém převratu v únoru 1948 se do čela obce (místního národního výboru) dostal komunista Jan Bartoň, kterého v květnu 1949 vystřídal Josef Filip. V červenci 1948 byl položen základní kámen k nové požární zbrojnici (dokončení se dočkala až roku 1949). Probíhalo též znárodňování do té doby soukromého majetku (obě pily, obchody a živnosti). Soukromí hospodáři byli nuceni ke vstupu do nově založeného jednotného zemědělského družstva (JZD)  Mořkov. Součástí JZD se stal také mlýn v čp. 99, v němž došlo k ukončení jeho činnosti a objekt byl využíván pro míchání krmných směsí. Tři občané byli za údajnou protistátní činnost zatčeni a prožili dlouhá léta v komunistických věznicích. Roku 1954 došlo k vybudování místního sportovního hřiště. Předsedou národního výboru byl roku 1954 zvolen Josef Kunc, kterého po volbách v roce 1957 vystřídal Josef Machač. Obec uzavřela družbu se slovenskou obcí Blatnica z okresu Martin. a 1. července 1955 došlo ke zřízení poštovního úřadu (do té doby spadal Mořkov pod Hodslavice).
Po volbách v roce 1960 se předsedou národního výboru stal Jan Geryk, kterého o dva roky později vystřídal Josef Machač. V květnu následujícího roku se začalo se stavbou místního koupaliště. K jeho dokončení došlo v červnu 1963 a o tři roky později bylo osvětleno. Po volbách roku 1965 se předsedou národního výboru stal Josef Macíček. Roku 1962 vedla obcí trasa cyklistického Závodu míru.

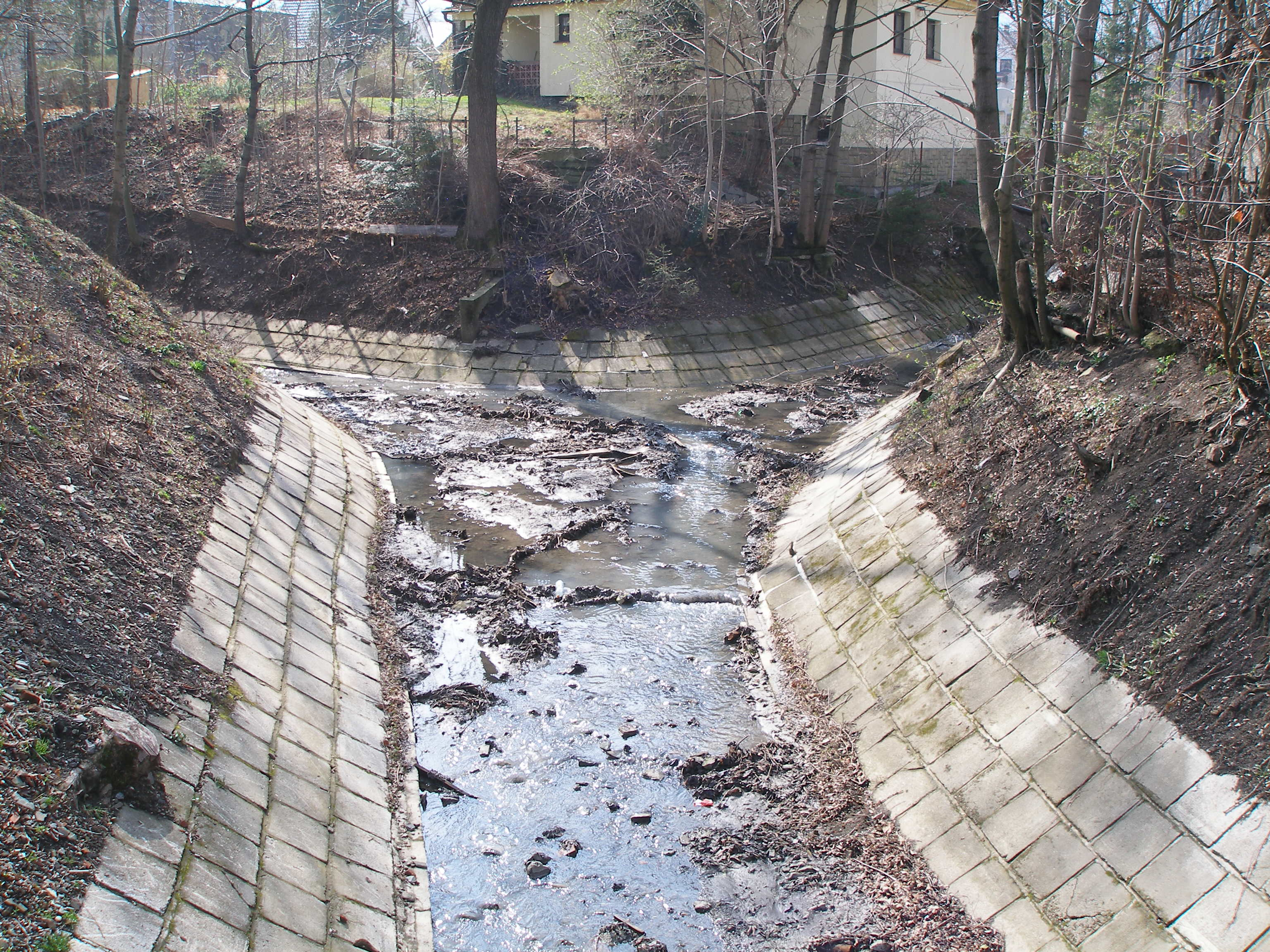
Upravená koryta místních potoků

Na počátku normalizace bylo kvůli stranickým prověrkám přinuceno šest členů národního výboru odstoupit ze svých funkcí. Další byli uvolněni na vlastní žádost. Obecní volby v roce 1971 potvrdily ve funkci předsedy národního výboru Josefa Macíčka. Na začátku sedmdesátých let byla ukončena výstavba místního hospodářského areálu a sloučením JZD z Mořkova, Veřovic a Životic vzniklo v roce 1971 JZD Beskyd se sídlem v Mořkově. To se snažilo o zintenzivnění zemědělské výroby specializovaným chovem skotu a ovcí a zvýšení výroby mléka, masa a vlny. Začleněním dalších zemědělských družstev (z Hodslavic, Hostašovic a Straníka) vznikl v Novojičínském okrese velký zemědělský komplex s diferencovaným chovem a s pěstitelským zaměřením na pěstování travin a travního semenářství. Roku 1973 byla v obci zřízena automatická telefonní ústředna. Docházelo též k regulaci zdejšího potoka. V roce 1974 proběhly oslavy 700 let od založení obce Mořkov (počítáno od data založení v roce 1274). Oslavy probíhaly po celý rok a jejich součástí byla divadelní představení, výstavy, prezentace uskupení působících v obci (hasiči, včelaři či zahrádkáři) a uskutečnilo se i fotbalové utkání místního TJ Mořkov s prvoligovým Baníkem Ostrava zpestřený seskokem parašutistů. Během hlavních oslav (13. a 14. července) vystoupili v obci i Josef Zíma a Helena Vondráčková.
Roku 1981 proběhlo pojmenování ulic podle zdejších vžitých názvů (Dolní, Horní, Malá Strana, Najštef, Květná, Pastelník a další). V roce 1983 se novým předsedou národního výboru stal Antonín Křenek. Protože zdejší zemědělci používali k hnojení polí leteckého práškování či postřiku místních polí a lesů, došlo v oblasti „Na Zuberkách“ ke zřízení polního letiště. Roku 1985 byl za přítomnosti Československé televize z Ostravy otevřen společenský dům, v němž je dnes sídlo obecního úřadu a restaurace se sálem pro 400 návštěvníků, ve kterém se pořádají plesy. O dva roky později, v roce 1987, byly zahájeny práce na stavbě vodovodu a téhož roku začal místní národní výbor vydávat zpravodaj Informátor pro občany Mořkova. Mezi roky 1988 a 1989 došlo k výměně povrchu sportovního hřiště ze škváry na trávu. A roku 1988 byla také zahájena družba s obcí Kalač z tehdejšího Sovětského svazu (dnes Rusko).

### Porevoluční vývoj
Po Sametové revoluci vzniklo v Mořkově Občanské fórum, které sice získalo 9 míst na národním výboru, avšak v čele obce dál až do voleb v roce 1990 zůstal Antonín Křenek, který ovšem vystoupil z komunistické strany. V obecních volbách vyhrála KDU-ČSL a starostou se stal Jan Machač. Po volbách roku 1994 jej ve funkci nahradil Jiří Rýc. Mezi roky 1990 a 1993 probíhala v obci výstavba vodovodu. Od konce dubna 1994 bylo JZD Beskyd v likvidaci a v srpnu 2008 úplně zaniklo. Roku 1994 vzniklo zemědělské družstvo Horal Mořkov. Roku 1995 proběhla rekonstrukce elektrické sítě a příprava plošné plynofikace, která byla dokončena v roce 1997.
V roce 2009 postihly oblast záplavy, jež poškodily železniční trať z Hostašovic do Nového Jičína, která po nich již nebyla obnovena. Po obecních volbách v roce 2010 vystřídala Jiřího Rýce v křesle starosty obce jeho stranická kolegyně z KDU-ČSL Ivana Váňová. Ta byla do této funkce opětovně zvolena na ustavujícím zasedání zastupitelstva v listopadu 2014. Počátkem září roku 2015 se v obci i díky příspěvku od Nadace ČEZ otevřelo workautové hřiště. To je vybaveno cvičebními prvky určenými k posilování těla, při němž se využívá vlastní hmotnosti cvičence.

## Geografie

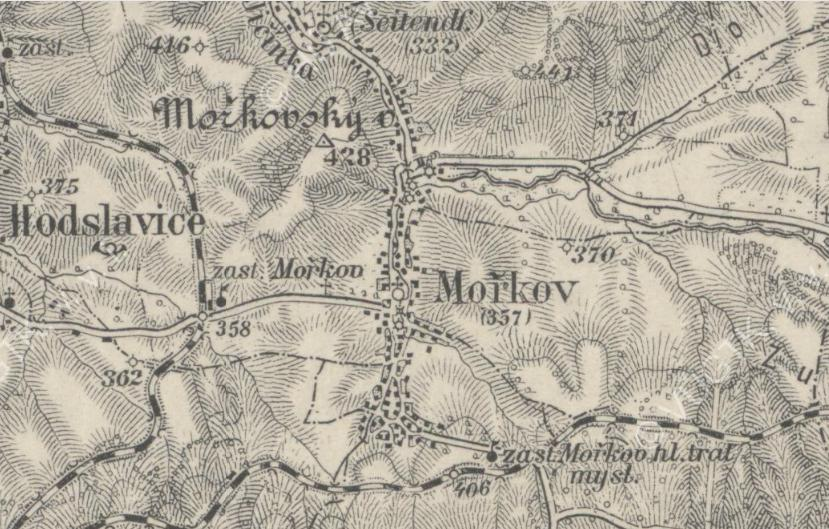
Mořkov na mapách III. vojenského mapování (ze druhé poloviny 70. let 19. století)

Mořkov i stejnojmenné katastrální území (o výměře 10,71 km²) se nachází severně od Moravskoslezských Beskyd na úbočí vrchu Huštýna a svažuje se až k řece Jičínce. Huštýn je svou nadmořskou výškou (749 m n. m.) zároveň nejvyšším místem katastrálního území obce. Mezi další výškové kóty v okolí patří hřbet Trojačka (710 m n. m., ležící ale už mimo katastrální území Mořkova) a Mořkovský vrch (428 m n. m.). Nejnižším místem je s nadmořskou výškou 345 m n. m. místo, kde řeka Jičínka opouští obec. Od okresního města Nový Jičín je obec vzdálena asi 7,5 kilometru, od Štramberka 7 kilometrů a od Valašského Meziříčí zhruba 9 kilometrů.

### Geologie, geomorfologie a pedologie
Z geologického hlediska je oblast součástí Vnějších Západních Karpat, jež vznikly během alpinského vrásnění v druhohorách. Před touto orogenezí se zde rozkládalo jurské křídové moře, na jehož dně se usazovalo bahno, které se proměnilo ve vápenec. V sedimentech se nacházejí také zkameněliny hlavonožců a chudé naleziště železné rudy. Geologické podloží obce je tvořeno především flyšovými horninami (pískovci, jílovci a slínovci), jež jsou ve střední části překryty neogenními usazeninami.
Na území se nacházejí čtyři lomy. Jeden je na severní straně obce (u silnice na Veřovice), dva na východní a poslední, čtvrtý, na západní. První z nich byl otevřen v polovině 19. století a z žíly o mocnosti 10 metrů procházející zdejšími břidlicemi se těžil apatitický ouachitit zbarvený do zelenošeda až černošeda. Protože nebyl opracovatelný, používal se jako štěrk na místní komunikace. Lom byl roku 1914 trvale opuštěn a je zarostlý. Další začal být využíván v devadesátých letech 19. století a ze žíly o mocnosti 10 metrů se těžil melanokratní fourchirit šedozelené barvy. Jelikož byl kámen sice neopracovatelný, ale pevný, využíval se buď jako štěrk či štět nebo do základů staveb. K ukončení těžby došlo roku 1929. Stejné využití vytěženého materiálu měl i lom otevřený roku 1890, kde se ze žíly o mocnosti 7 metrů těžil melanokratní fourchirit zelenošedé barvy. K opuštění tohoto lomu došlo v roce 1942. V posledním lomu probíhala těžba ze 3 metry mocné žíly pevného, ale neopracovatelného šedozeleného jemného pikritu, a to až do roku 1925.

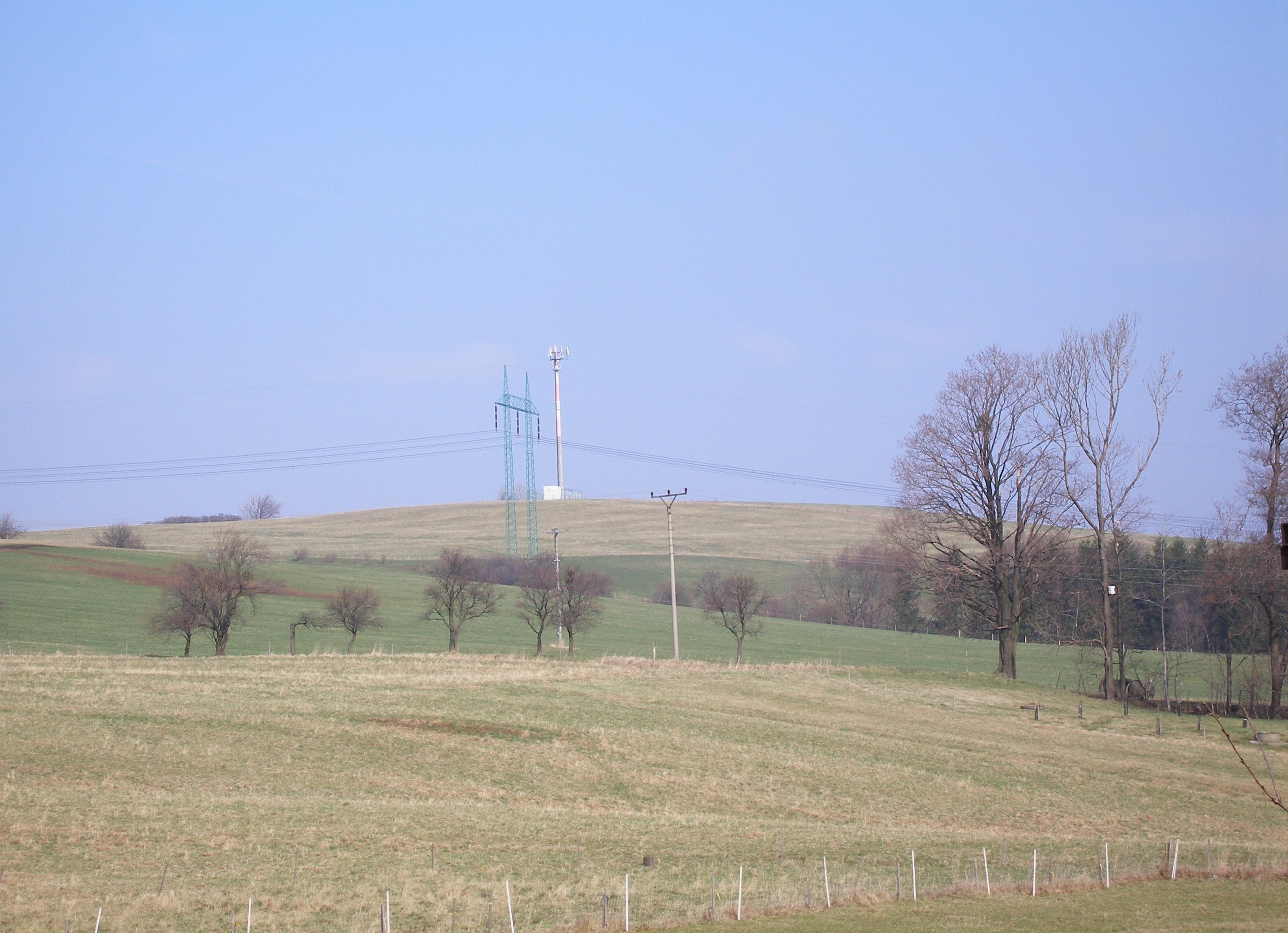
Mořkovský vrch

Oblast patří do geomorfologické oblasti Západní Beskydy, konkrétně do jejího celku Moravskoslezské Beskydy. Její území se svažuje především k severu a jen malá jeho část má sklon směrem k západu. Zdejší průměrná nadmořská výška je 533 metrů. Severní partie obce se řadí do Podbeskydské pahorkatiny, konkrétně ke Štramberské vrchovině a údolí řeky Jičínky, tedy střední část obce, je součástí její Frenštátské brázdy. Menší oblast na jihu obce patří do Radhošťské hornatiny.
V Mořkově se z pedologického hlediska nachází kambizem typická a kambizem pseudoglejová. V místech, kde jsou nivní bezkarbonátové sedimenty, tedy v nivách řeky Jičínky a jejích přítoků, se nachází fluvizem glejová.

### Hydrologie a podnebí

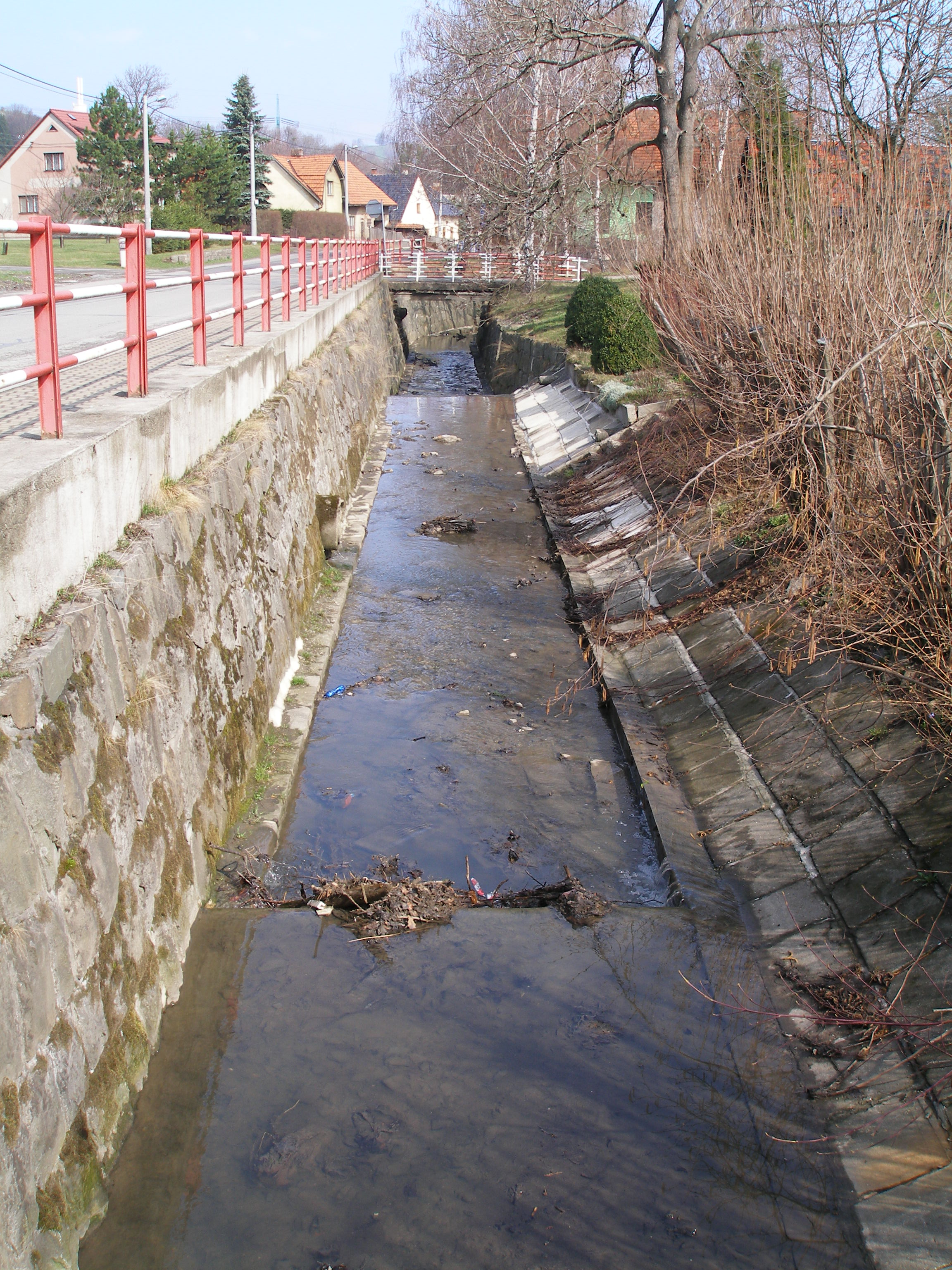
Papakův potok

Oblast náleží do povodí Odry a je součástí úmoří Baltského moře, přičemž hranice mezi úmořími vede jižně od obce přes vrcholky Moravskoslezských Beskyd (Huštýn, Trojačku a Krátkou). Mořkovem protéká Papakův potok pramenící na úbočí Huštýna. Jeho vody využívá i obecní koupaliště. Na území obce se do něj levostranně vlévá Králův potok a svůj tok končí soutokem s řekou Jičínkou. Největší odtoky jsou během měsíců března a dubna. Dalšími vodními toky pramenícími v katastru obce jsou Škaredý potok, Slaný potok, Jančův potok a Mlýnský potok. Na území katastru obce nejsou žádná jezera či rybníky. V okolí obce se nacházelo několik studánek. Většina z nich však vlivem odlesňování zdejších kopců vymizela.
Z důvodu vysychání studní v době léta a s ohledem na ubývání vody i v celoročním průměru bylo roku 1987 přikročeno k výstavbě vodovodu z přehradní nádrže Šance. Kromě Mořkova jsou na něj napojeny obce Nová Ves, Frenštát pod Radhoštěm, Kopřivnice, Lichnov a Veřovice. První domky byly napojeny v roce 1990. Jižně od železniční trati byl na úbočí Huštýna v nadmořské výšce 420 až 425 m n. m. je zbudován zemní vodojem o objemu 2× 400 m³. O likvidaci odpadních vod se stará čistírna odpadních vod v Šenově u Nového Jičína.
Klimaticky se obec řadí do mírně teplé oblasti typu MT2, mající krátké, velmi chladné a vlhké léto, které je vystřídáno dlouhou, ale mírnou zimou s dlouhotrvající sněhovou pokrývkou. Průměrná roční teplota dosahuje 5 až 6 °C a průměrné roční srážkové úhrny se pohybují od 850 do 1000 milimetrů. Nejvyšší jsou během letních měsíců. Jaro v obci začíná obvykle ve druhé polovině března a končí začátkem června. Srážky jsou smíšené (sníh, déšť) a teploty se dlouhodobě pohybují od −26 °C po +29 °C. Léto počíná koncem června a končí na konci srpna. Začíná obvykle vysokými teplotami během dne. V červenci je častější výskyt srážek, které bývají doprovázeny i bouřkami. Silné deště mohou způsobit také škody (například v roce 2009). Podzim probíhá od počátku září a končí v listopadu. Projevuje se dlouhodobě největšími rozdíly mezi ranní a odpolední teplotou (od −21 °C do +28 °C). Vyskytují se také mlhy, které někdy přetrvají i celý den. Zima začíná ve druhé polovině prosince a trvá do konce února. Sněhové srážky jsou nejintenzivnější především v lednu a v únoru. V Mořkově byla navíc 16. května 1983 zaznamenána nejteplejší květnová noc na území České republiky, během níž teplota tehdy vystoupala na hodnotu 22,7 °C.

### Flóra a fauna

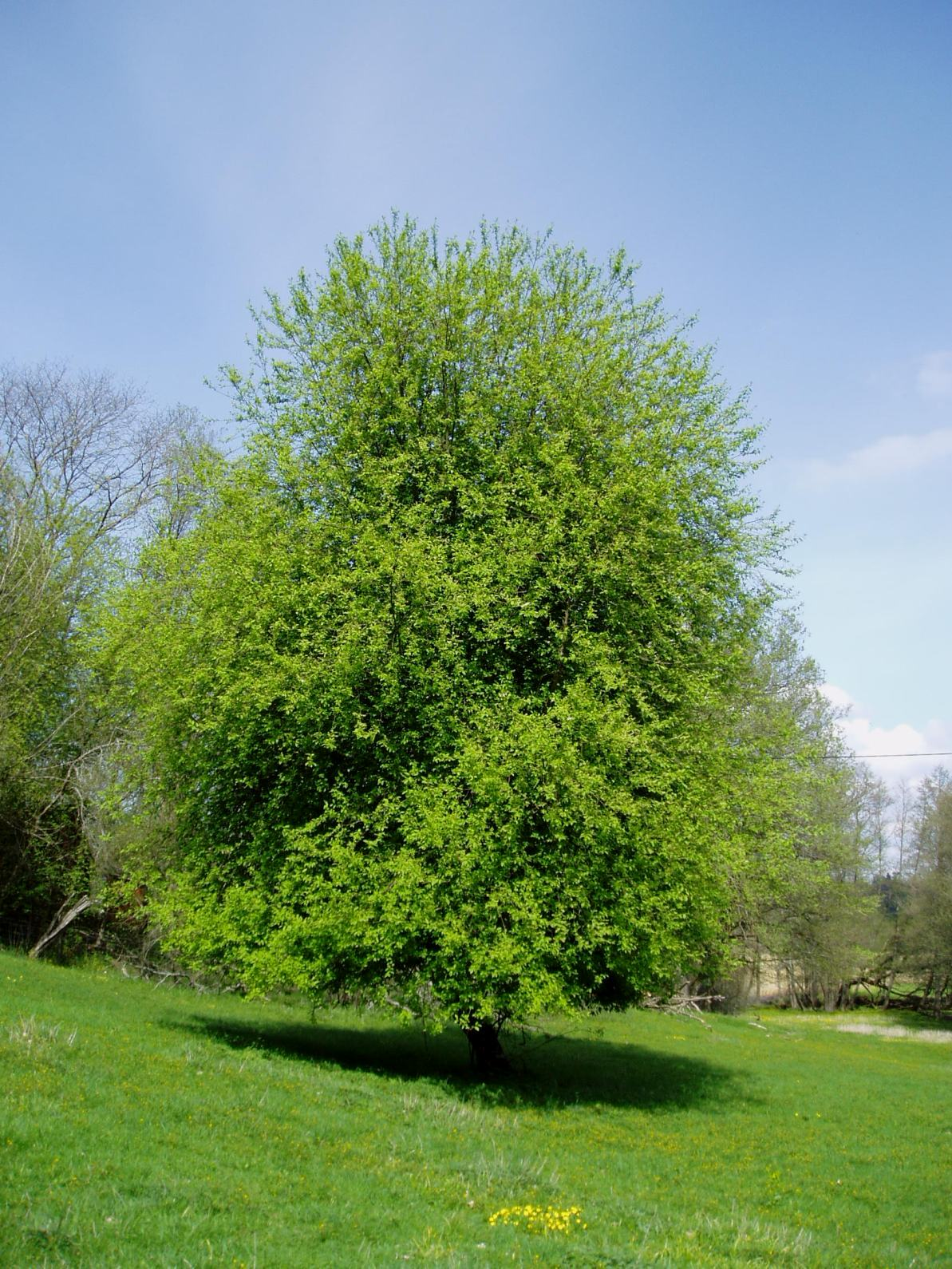
Střemcha obecná

Přirozenou vegetací v oblasti jsou dubohabrové háje, luhy a olšiny, květnaté bučiny, acidofilní horské bučiny a suťové lesy. Tyto porosty však byly nahrazeny lesy tvořenými především smrkovými monokulturami. Oblasti v okolí obce prošly mýcením a jsou zde pole a louky.
Mezi luční rostlinstvo patří například řebříček obecný (Achillea millefolium), pryskyřník prudký (Ranunculus acris), pcháč potoční (Cirsium rivulare), třezalka skvrnitá (Hypericum maculatum), chrpa luční (Centaurea jacea), jitrocel kopinatý (Plantago lanceolata), chrastavec rolní (Knautia arvensis), pampeliška srstnatá (Leontodon hispidus), bojínek luční (Phleum pratense), jetel prostřední (Trifolium medium) i horský (Trifolium montanum), mateřídouška vejčitá (Thymus pulegioides) či bedrník obecný (Pimpinella saxifraga) a zeměžluč menší (Centaurium erythraea).
V lesích roste lipnice hajní (Poa nemoralis), kopytník evropský (Asarum europaeum), ostřice lesní (Carex sylvatica), violka lesní (Viola reichenbachiana), kapraď samec (Dryopteris filix-mas), dále borůvky (Vaccinium myrtillus) a mechy (Bryophyta). Z křovin zde přirozeně rostou růže šípková (Rosa canina) i křovištní (Rosa dumetorum), hloh obecný (Crataegus oxyacantha) a křivokališný (Crataegus praemonticola), slivoň trnka (Prunus spinosa), kalina obecná (Viburnum opulus), líska obecná (Corylus avellana), bez černý (Sambucus nigra), dále střemcha obecná (Prunus padus), trnovník akát (Robinia pseudoacacia) a v lese ostružiník maliník (Rubus idaeus) a ostružiník křovitý (Rubus fruticosus). Z hub zde rostou hřiby (Boletus), křemenáče (Leccinum), kozáky (Leccinum), klouzci (Suillus), lišky (Cantharellus) či bedly.

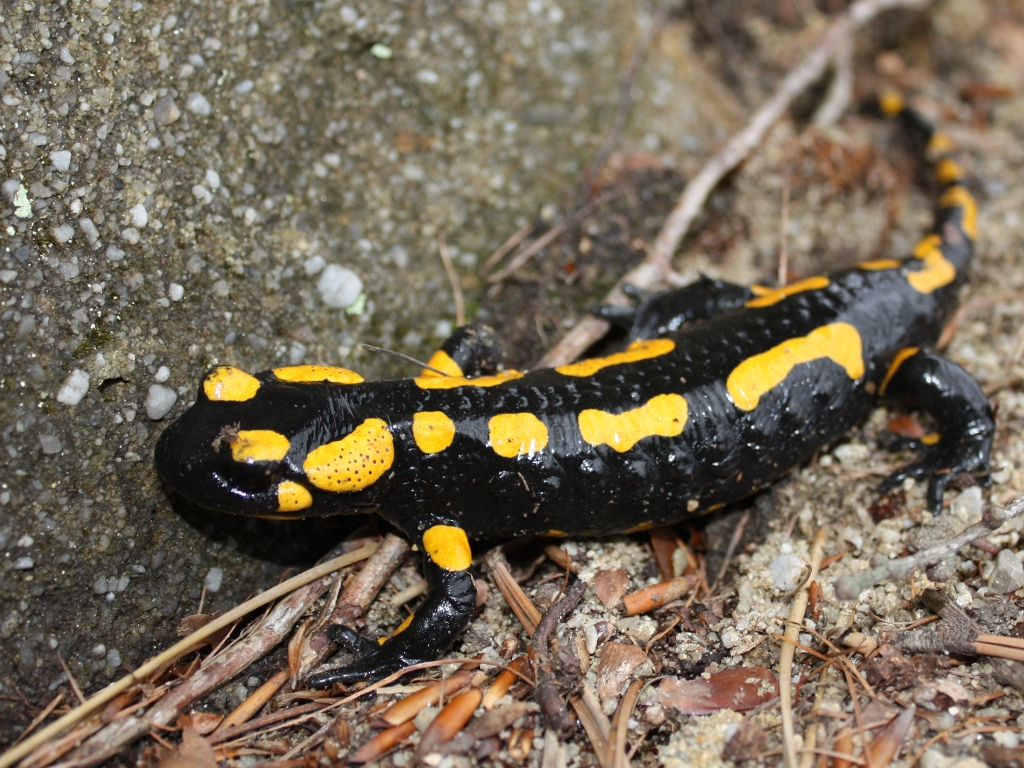
V Mořkově je možné zahlédnout i mloka skvrnitého

Ze savců zde žije ježek východní (Erinaceus concolor), krtek obecný (Talpa europea), rejsek obecný (Sorex araneus), netopýři (Microchiroptera), zajíci (Lagomorpha), králíci divocí (Oryctolagus cuniculus), veverky (Sciuridae) či sysel obecný (Spermophilus citellus), dále prase divoké (Sus scrofa), jelen lesní (Cervus elaphus) a srnec obecný (Capreolus capreolus). Na počátku roku 2017 se v okolí obce pohybovala rysice (Lynx), kterou ale v dubnu téhož roku následně nalezli v březím stavu mrtvou v železničním kolejišti u Mořkova. Čekala tehdy tři potomky.
Mezi zdejší ptactvo patří káně lesní (Buteo buteo), krahujec obecný (Accipiter nisus), čejka chocholatá (Vanellus vanellus), koroptev polní (Perdix perdix), lelek lesní (Caprimulgus europaeus), žluna zelená (Picus viridis), strakapoud velký (Dendrocopos major), datel černý (Dryocopus martius), rorýs obecný (Apus apus), sojka obecná (Garrulus glandarius), špaček obecný (Sturnus vulgaris), zvonek zelený (Carduelis chloris), čížek lesní (Carduelis spinus), pěnkava obecná (Fringilla coelebs), mlynařík dlouhoocasý (Aegithalos caudatus) či rehek domácí (Phoenicurus ochruros) a červenka obecná (Erithacus rubecula).
V oblasti se také vyskytuje ještěrka obecná (Lacerta agilis), v maliništích na svazích hor též zmije obecná (Vipera berus), dále kuňka obecná (Bombina bombina), ropucha obecná (Bufo bufo) a rosnička zelená (Hyla arborea) nebo mlok skvrnitý (Salamandra salamandra). S ohledem na nevhodnou kvalitu vod ve vodních tocích se v nich nevyskytují žádné ryby.
Mezi ohrožené a vzácné živočichy žijící v Mořkově a jeho okolí patří rak říční (Astacus astacus), mihule říční (Lampetra fluviatilis), sokol stěhovavý (Falco peregrinus), vydra říční (Lutra lutra) a rys ostrovid (Lynx lynx).

### Ochrana životního prostředí

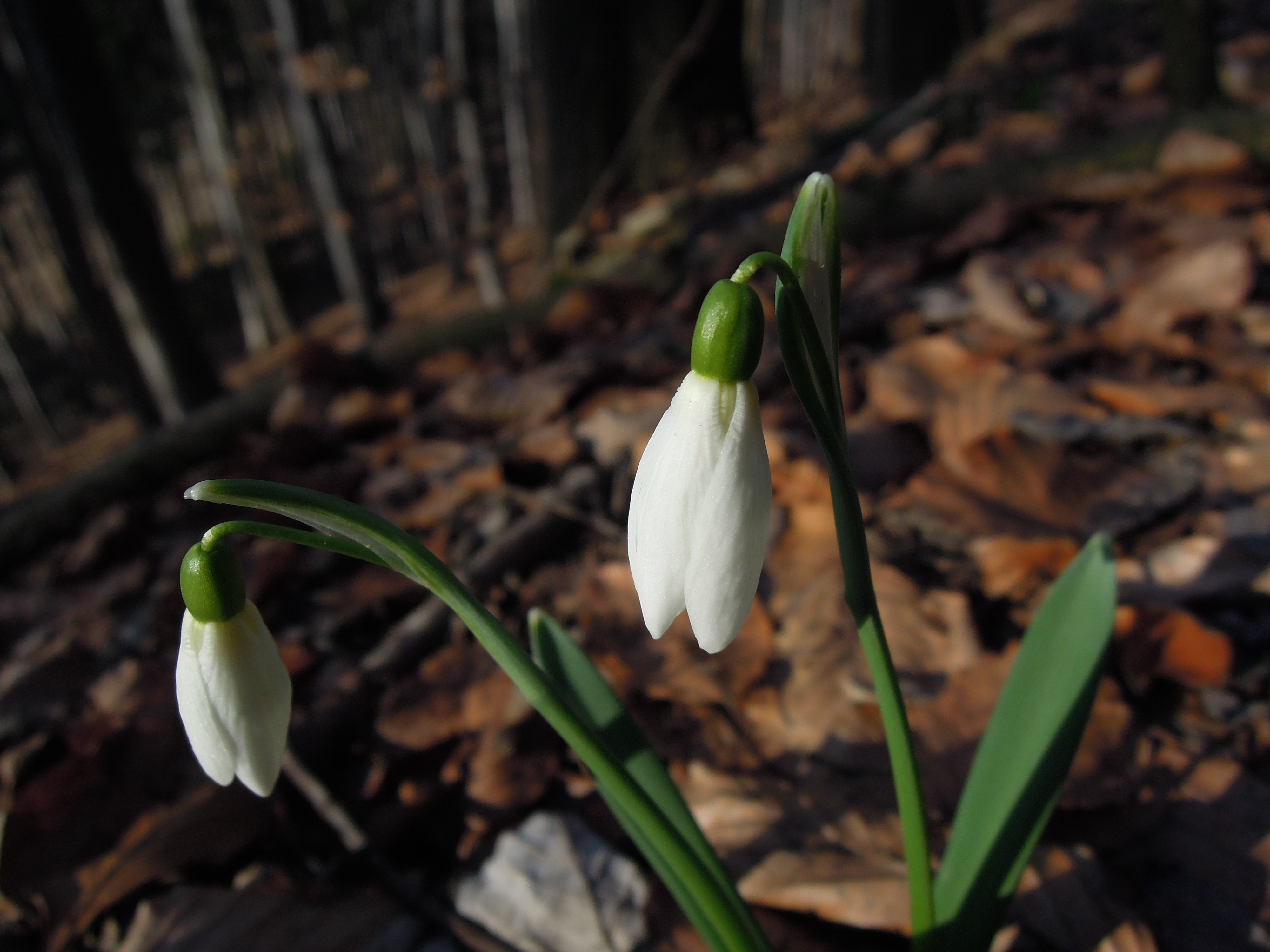
Sněženka podsněžník na Trojačce (březen 2012)

Třetina obce je součástí chráněné krajinné oblasti Beskydy. Její součástí jsou i přírodní rezervace Trojačka a Huštýn. Je v nich chráněn především orlíček obecný (Aquilegia vulgaris), okrotice bílá (Cephalanthera damasonium) i dlouholistá (Cephalanthera longifolia), vstavač plamatý (Dactylorhiza maculata) a májový (Dactylorhiza majalis), lýkovec jedovatý (Daphne mezereum), lilie zlatohlavá (Lilium martagon), měsíčnice vytrvalá (Lunaria rediviva), vstavač mužský (Orchis mascula) a bledý (Orchis pallens), sněženka podsněžník (Galanthus nivalis), prvosenka vyšší (Primula elatior), brčál menší (Vinca minor) a jelení jazyk celolistý (Phyllitis scolopendrium), jenž zde má jediné lesní stanoviště v celé České republice.
Silnice II/483 procházející obcí je jižní hranicí přírodního parku Podbeskydí. Vznikl roku 1994 a jeho posláním je zachování zdejšího krajinného rázu typického pro toto území spolu se zachováním druhové pestrosti živých organismů i přírodních krás, které se na jeho území nacházejí. Roste zde ostřice chlupatá (Carex pilosa), kyčelnice cibulkonosná (Dentaria bulbifera), pryšec mandloňovitý (Tithymalus amygdaloides) a kostival hlízantý (Symphytum tuberosum). Ze živočichů zde žijí skokan ostronosý (Rana arvalis), ještěrka zední (Podarcis muralis), zedníček skalní (Tichodroma muraria), výr velký (Bubo bubo), čáp černý (Ciconia nigra) a chřástal polní (Crex crex). V parku byla v roce 1996 zřízena Naučná stezka Františka Palackého.
Do katastrálního území obce zasahují také dvě chráněná území, které jsou součástí soustavy Natura 2000. Je to evropsky významná lokalita Beskydy a stejnojmenná ptačí oblast. Evropsky významná lokalita Beskydy byla zřízena k zachování přírodních stanovišť zdejší fauny, na kterých žijí kuňka žlutobřichá (Bombina variegata), vlk obecný (Canis lupus), střevlík hrbolatý (Carabus variolosus), lesák rumělkový (Cucujus cinnaberinus), vydra říční (Lutra lutra), čolek karpatský (Triturus montandoni) a velevrub tupý (Unio crassus). Ptačí oblast Beskydy vznikla v roce 2004 a zřízena byla pro ochranu životního prostředí čápa černého (Ciconia nigra), jeřábka lesního (Bonasa bonasia), tetřeva hlušce (Tetrao urogallus), kulíška nejmenšího (Glucidium passerinum), puštíka bělavého (Strix uralensis), žluny šedé (Picus canus), datla černého (Dryocopus martius), strakapouda bělohřbetého (Dendrocopos leucotos), datlíka tříprstého (Picoides tridactylus) a lejska malého (Ficedula parva).

## Obecní správa a politika

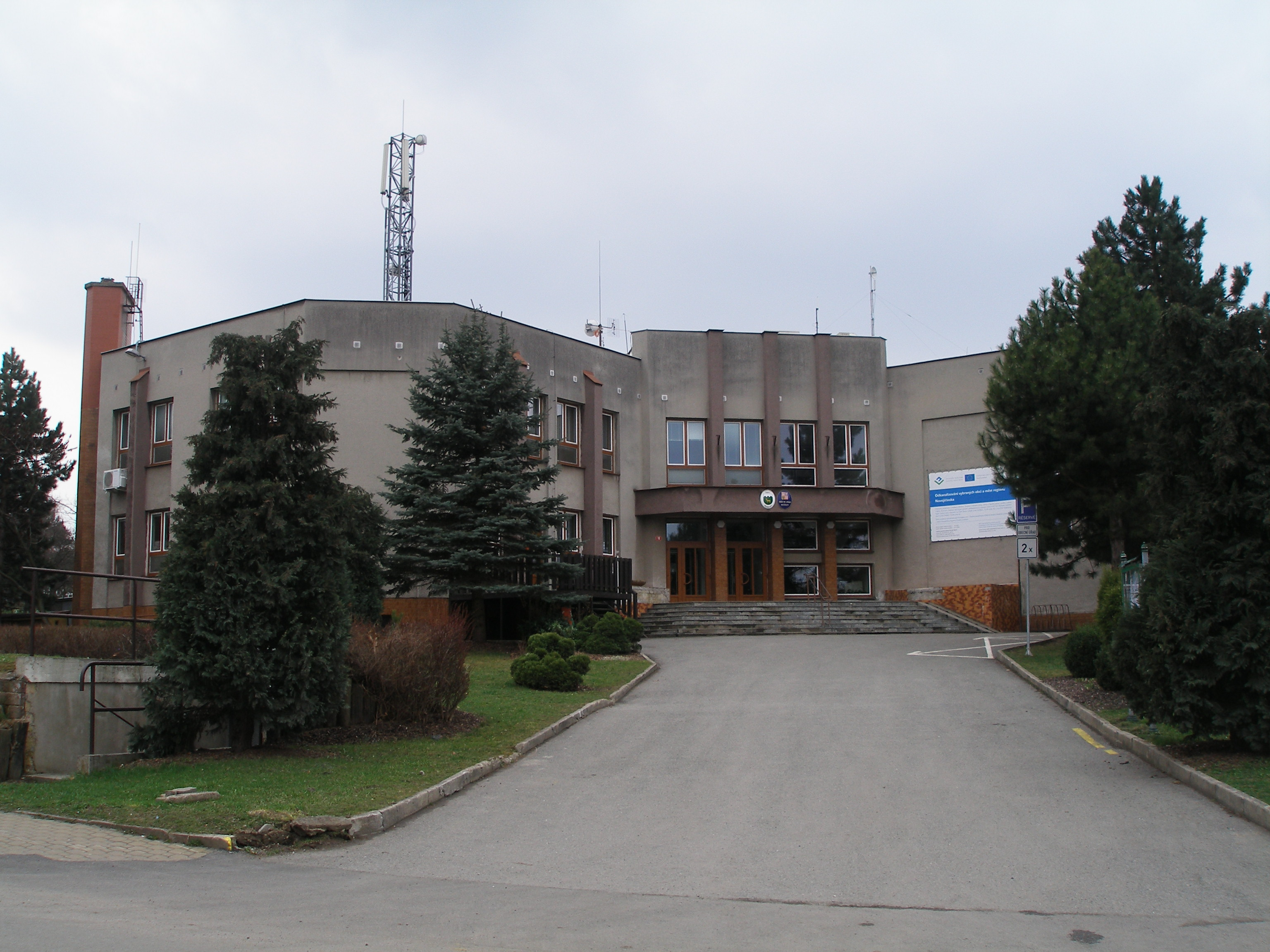
Obecní úřad

### Zastupitelstvo a starostka
Obec má 15členné obecní zastupitelstvo, v jehož čele je starosta. Tuto funkci ve volebním období 2022 až 2026 vykonávala nejprve Ivana Váňová z KDU-ČSL, nicméně poté, co se stala senátorkou Parlamentu České republiky se kvůli vytížení rozhodla k 30. září 2023 rezignovat a předat vedení obce Adamu Kučerovi. Do zastupitelstva někdejší starostku doprovodilo ještě dalších osm osobností ze stejné kandidátky. Zbylých šest míst obsadily osobnosti kandidující pod názvem „Nestraníci“. V senátních volbách roku 2022 kandidovala v místním obvodě číslo 67 rovněž starostka Ivana Váňová. Uspěla a pro období 2022 až 2028 se stala senátorkou Parlamentu České republiky. Souběžně s ní vykonává od roku 2021 místostarosta obce Jiří Navrátil funkci poslance Parlamentu České republiky a zároveň je náměstkem hejtmana Moravskoslezského kraje pro sociální oblast. Mořkov je tak jedinou obcí v České republice, kterou vedou senátorka s poslancem.
KDU-ČSL byla vítězem všech obecních voleb od roku 1990. Tehdy ve volbách získala 5 mandátů, po čtyřech měli Občanské fórum a nezávislí a zbývající dvě místa obsadili komunisté. V následujících volbách získala KDU-ČSL 9 mandátů (zbylá 4 místa obsadili zástupci KSČM a 2 křesla získali Svobodní demokraté). O čtyři roky později získala KDU-ČSL dokonce 12 mandátů a zbylá tři místa zástupci komunistů. A stejným výsledkem skončily volby i v roce 2002. Ve volbách v roce 2006 také uspěla KDU-ČSL (získala 7 mandátů), následovaná ODS (se 4 mandáty) a „Sdružením nezávislých kandidátů obce Mořkov“, jež získalo také 4 mandáty. O čtyři roky později vybrali voliči do zastupitelstva celkem sedm kandidátů za KDU-ČSL. Zbytek obecního zastupitelstva tvořili členové „Sdružení nezávislých kandidátů Obce Mořkov“ (5 zastupitelů), 1 člen ODS a 2 nestraníci. V komunálních volbách konaných roku 2014 získali kandidáti KDU-ČSL úhrnem 10 mandátů a zbylých pět míst připadlo kandidátce nazvané „Nestraníci“. Za další čtyři roky (2018) zaznamenala KDU-ČSL je volbách ještě výraznější zisk, když jí v mořkovském zastupitelstvu připadlo 11 míst a uskupení „Nestraníci“ jen čtyři.

### Znak a vlajka
Dne 18. listopadu 1998 převzali zástupci obce z rukou tehdejšího předsedy Poslanecké sněmovny Václava Klause znak a vlajku obce (uděleny byly rozhodnutím číslo 9 Výboru pro vědu, vzdělání, kulturu, mládež a tělovýchovu Poslanecké sněmovny Parlamentu České republiky). Ve znaku je v zeleném štítě se stříbrnou cimbuřovou hlavou umístěn stojící srnec ve zlaté barvě. Na vlajce (mající poměr šířky ku délce 2:3) je zeleně zbarvený list s bílým zubatým žerďovým pruhem se čtyřmi čtvercovými zuby a třemi čtvercovými mezerami, které jsou široké na jednu čtvrtinu délky listu. V zeleně zbarveném poli stojí žlutý srnec.

### Členství ve sdruženích
Obec je součástí Svazku obcí regionu Novojičínska, jehož účelem je koordinace a společný postup členských obcí v oblasti přípravy a realizace kanalizací v členských obcích. Svazek vznikl roku 2006 ze „Svazku obcí povodí Jičínky“, jehož byl Mořkov v roce 2004 zakládajícím členem. Dále je obec členem Svazku obcí Cyklostezka Nový Jičín – Hostašovice, který se snaží o výstavbu cyklostezky na tělese zrušené železniční tratě z Hostašovic do Nového Jičína. Vedle toho je členem zájmového sdružení SOMPO, jehož snahou bylo vybudování dvou skládek tuhého komunálního odpadu v okrese Nový Jičín včetně jejich provozování. Záměr se zdařil realizací skládky u Životic u Nového Jičína a na počátku 21. století se sdružení transformovalo na akciovou společnost Asompo.

## Demografie
Místní obyvatelé se označují jako „Mořkovjané“. Jejich počet od roku 1869 stoupal až do roku 1980. Výjimkou byly změny po světových válkách, kdy v roce 1921 poklesl počet obyvatel o 75 oproti sčítání provedeném v roce 1910. Obdobně i sčítání v roce 1950 zaznamenalo pokles (o 64 obyvatel) oproti sčítání před druhou světovou válkou, které proběhlo v roce 1930. Vývoj počtu obyvatel v obci a počet domů je uveden v tabulce:
| Rok                   | 1790 | 1834  | 1869  | 1880  | 1890  | 1900  | 1910  | 1921  | 1930  | 1950  | 1961  | 1970  | 1980  | 1991  | 2001  | 2011  |
| --------------------- | ---- | ----- | ----- | ----- | ----- | ----- | ----- | ----- | ----- | ----- | ----- | ----- | ----- | ----- | ----- | ----- |
| Počet obyvatel        | 813  | 1 082 | 1 351 | 1 371 | 1 497 | 1 597 | 1 700 | 1 625 | 1 902 | 1 838 | 2 234 | 2 377 | 2 456 | 2 421 | 2 374 | 2 403 |
| Rozdíl počtu obyvatel | –    | +269  | +269  | +20   | +126  | +100  | +103  | −75   | +277  | −64   | +396  | +143  | +79   | −35   | −47   | +29   |
|                       |      |       |       |       |       |       |       |       |       |       |       |       |       |       |       |       |
| Počet domů            | 128  | 152   | 179   | 210   | 240   | 250   | 253   | 262   | 314   | 381   | 439   | 510   | 557   | 637   | 656   | 694   |
| Rozdíl počtu domů     | –    | +24   | +27   | +31   | +30   | +10   | +3    | +9    | +52   | +67   | +58   | +71   | +47   | +80   | +19   | +38   |

Věková struktura obyvatel obce Mořkov roku 2011
Rodinný stav obyvatel obce Mořkov roku 2011
Vzdělání obyvatel obce Mořkov roku 2011

### Složení obyvatel
Podle sčítání lidu v roce 2011 v Mořkově žilo 2 403 obyvatel, z toho 1 204 žen. Celkem 1 369 (asi 57 %) se hlásilo k české národnosti a 328 (asi 14 %) k moravské národnosti. Z dalších národností byli zastoupeni Slováci, Poláci a Slezané.

### Náboženský život
V obci sídlí římskokatolická farnost náležející do Novojičínského děkanátu a Ostravsko–opavské diecéze. Ve farnosti působí kněz Paweł Piotr Dobija, jenž vystřídal Ing. Františka Káňu, OPraem. Farním kostelem je místní kostel svatého Jiří. Dle sčítání provedeného v roce 2011 se v obci k víře hlásí 907 osob, tj. přibližně 38 %. Mezi věřícími se nejvíce obyvatel hlásí k římskokatolické církvi (744, tedy 82 %). Další významnou církví v obci je Českobratrská církev evangelická, k níž se hlásí 99 obyvatel obce. Tato církev má svůj farní sbor v sousedních Hodslavicích, jenž má v Mořkově svoji kazatelskou stanici v budově někdejší soukromé evangelické školy. Tato kazatelská stanice byla založena roku 1894 coby filiální sbor a ke změně na stanici došlo roku 1956.

## Společnost

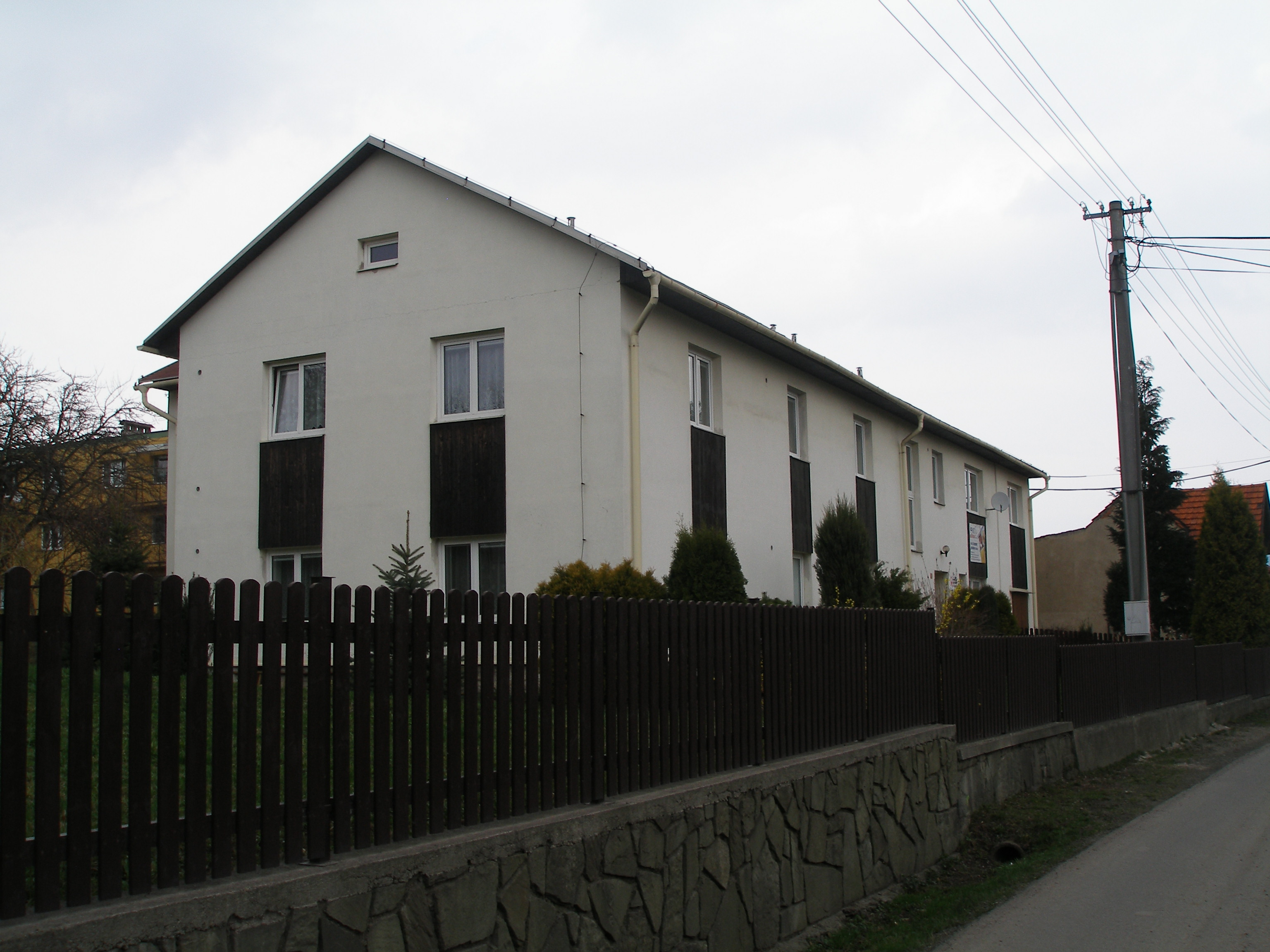
Dům pokojného stáří

V obci je poštovní úřad, knihovna a mateřská i základní škola. Od roku 1889 působí v obci též Sbor dobrovolných hasičů. Pro seniory byl 1. července 1995 ve spolupráci s Charitou Kopřivnice zřízen Dům pokojného stáří. Zdravotní péči zajišťují lékaři soustředění především v budově bývalé školy stojící vedle kostela. U silnice na Hodslavice jsou dva hřbitovy, jeden evangelický (založený v roce 1856) a druhý katolický (založen na tomto místě roku 1858).

### Školství

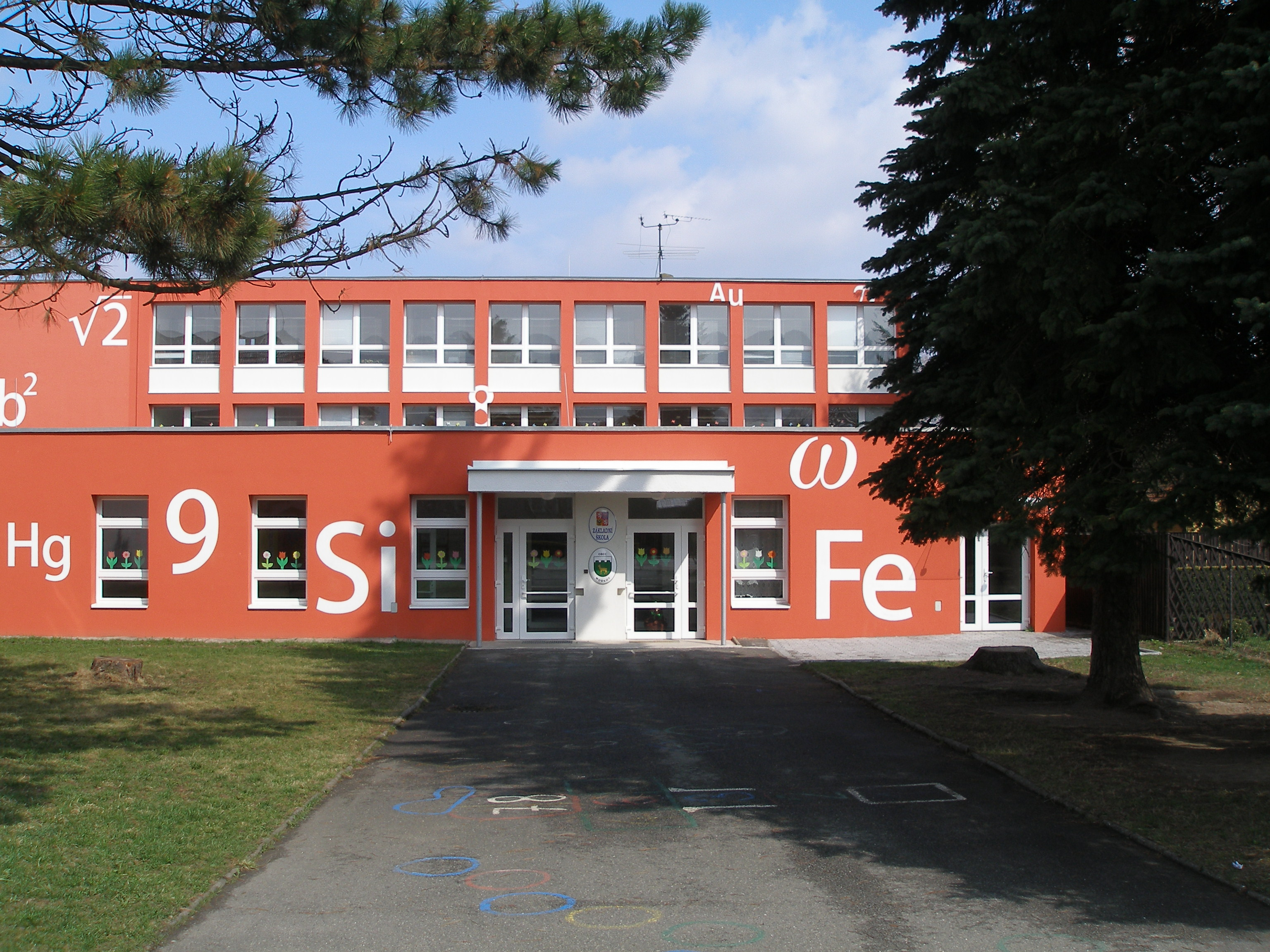
Vstup do mořkovské školy

V obci se nachází mateřská a základní škola. Již mezi roky 1560 a 1624 působila v obci protestantská škola, která pak zanikla. Po třicetileté válce byla roku 1672 založena škola katolická, kterou navštěvovaly i děti z Hodslavic a Veřovic. Ta ovšem roku 1691 zanikla. Před rokem 1822 byly katolické mořkovské děti ve věku od šesti do devíti let vyučovány místním učitelským pomocníkem a následně od devátého do dvanáctého roku věku chodily do školy v Životicích. Evangelické děti mezi šestým a devátým rokem jejich věku vyučoval zdejší domkář a pak do svých dvanácti let navštěvovaly školu v Hodslavicích. Roku 1822 byla v Mořkově povolena stavba nové školy. Snahou bylo, aby škola byla společná pro obě vyznání, ovšem pro výhrady tehdejšího evangelického kazatele z Hodslavic (pod nějž Mořkov spadal) se stavba školy odsouvala. Až roku 1843 byla zbudována jednotřídní škola, jež byla k 1. prosinci 1879 (vybudováním dalšího patra na stávající budovu) rozšířena na dvojtřídní a roku 1888 na trojtřídní.
V roce 1951 došlo ke zřízení dětského útulku ve zrušené obecní hospodě, avšak po roce dochází kvůli jeho nízké využitelnosti k přeměně na mateřskou školu. Místní škola byla o letních prázdninách 1954 změněna na školu osmiletou, díky čemuž nemusely od té doby chodit mořkovské děti do školy v Hodslavicích.
Současná budova základní školy byla (jako původně pětitřídní škola) vybudována v roce 1910 a v letech 1967 a 1968 byla rozšířena o dva pavilony se třídami a speciálními učebnami, školní jídelnou, družinou a tělocvičnou. Ředitelkou školy i školky je Mgr. Yvona Šindlerová. Mateřská škola má kapacitu 95 dětí a děti jsou v ní podle věku rozděleny do čtyř oddělení. Základní škola má kapacitu 300 žáků. Ve škole je v roce 2013 vydáván školní časopis „Maxiblázni“.

### Nářečí
O nářečí se zvláštním fonologickým systémem, které se v obci používá, referuje práce Arnošta Lamprechta „K hláskovému systému v obcích Veřovice a Spálov na pomezí lašsko–východomoravském“ uveřejněná ve sborníku „Rodné zemi“ vydaném v roce 1958 v Brně. V mluvě se objevují i charakteristické výrazy, například „škračenka“ označuje smažená vajíčka či „zhlavec“ je výrazem pro polštář, ale vyskytují se tu i slovní obraty kupříkladu „ty vogo“ a „toť to“.

### Kultura
Začátkem května probíhá v okolí obce turistický pochod nazvaný „Pochod okolo Mořkova“, jehož první ročník se uskutečnil v roce 1975. Pro účastníky pochodu je připraveno více tras, jež se do sebe odlišují svojí délkou (od 5 do 35 kilometrů). Jednotlivých ročníků se průměrně účastní asi 800 lidí, z nichž někteří pocházejí i z Prahy či z Českých Budějovic.
Za účasti umělců je na podzim pořádána humoriáda „O mořkovský koláč“. Účastnili se jí například Petra Černocká, Pavel Novák, Jan Rosák, Karol Polák či Karel Loprais. Zaštiťuje jej hejtman kraje a Český rozhlas Ostrava z něj pořizuje zvukový záznam.
Každým rokem se v zimních měsících v Mořkově pořádá několik plesů (například hasičský, řeznický, Orelský či školního SRPŠ). Každoročně je pořádána pouť. Ta se koná na konci dubna, neboť zdejší kostel je zasvěcen svatému Jiří a ten má 24. dubna svůj svátek. Proto je mořkovská pouť první jarní v celém okolí (v sousedních Hodslavicích se pouť koná v polovině června, ve Veřovicích v polovině srpna). Místní pouť byla v lidové tradici vnímána za mezník (přelom mezi zimou a létem) a den svatého Jiří platil i za právní lhůtu, do kdy byly splatné dlužní úpisy.

### Společenské organizace

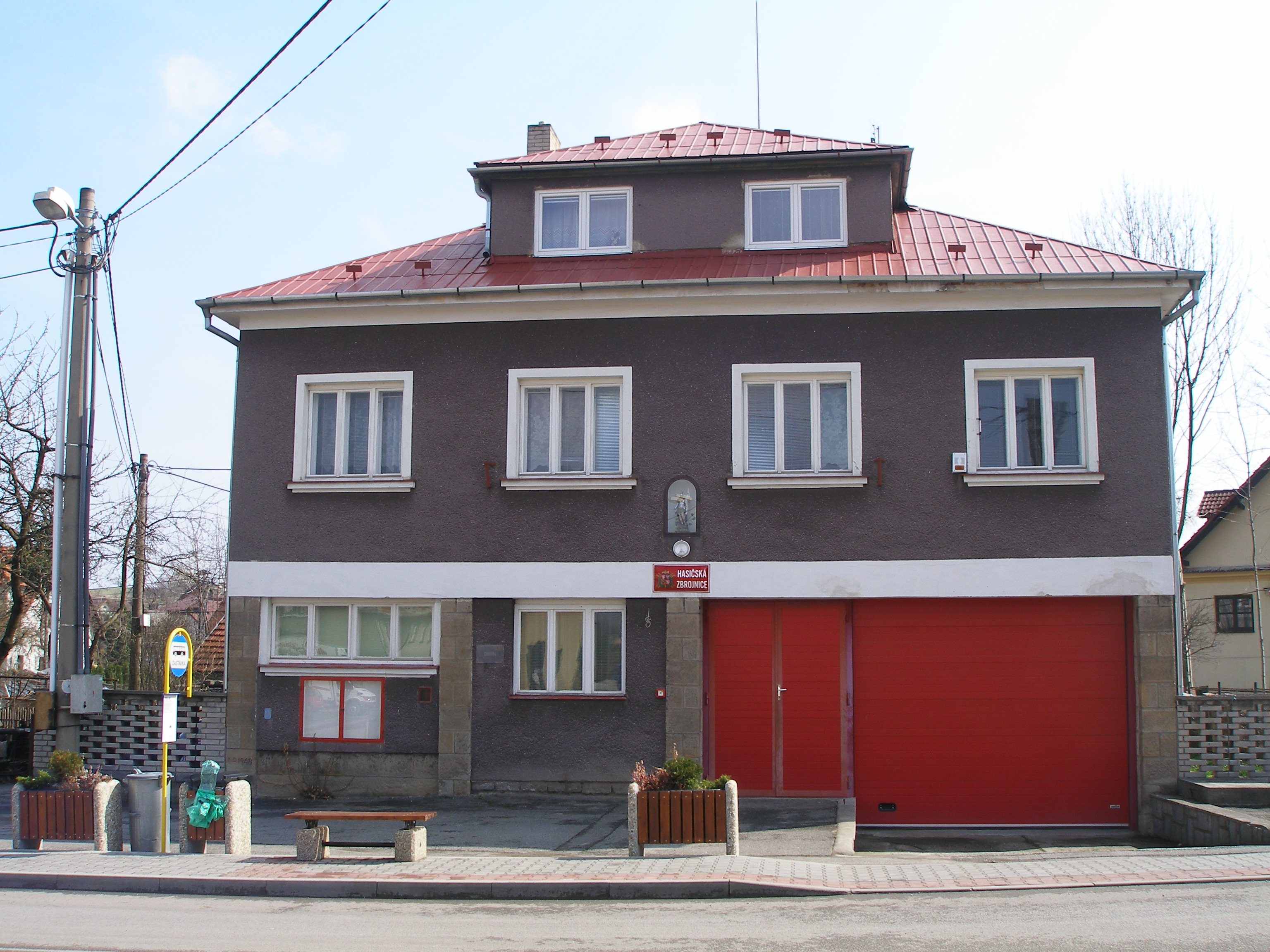
Místní hasičská zbrojnice

Nejstarší zájmovou organizací v Mořkově je Sbor dobrovolných hasičů, který vznikl roku 1889. První zásah u požáru provedli jeho členové o tři roky později. Na počátku 20. století vedle hasičských zásahů pořádali členové spolku osvětové přednášky s protipožární tematikou, hráli ochotnická představení či pořádali plesy, výlety a založili také pěvecký kroužek. Současná hasičská zbrojnice slouží od roku 1949, kdy byla předána do užívání při výročí 60. let od založení spolku. Ten se vedle hašení požárů a pořádání plesů či výletů věnuje také činnosti v oblasti prevence (prohlídkám komínů, rozhlasovým relacím v místním rozhlase nebo žňovým hlídkám). Hasičský sbor v roce 2013 disponuje automobilem Fiat Ducato s přívěsným vozíkem a od konce roku 2007 i automobilem Tatra 815 Terrno 4×4 CAS 20.
Místní Dělnická tělocvičná jednota byla založena roku 1909, kdy vznikla jako pobočka stejné organizace v blízkých Hodslavicích. Pod Hodslavice spadala až do ledna 1931, následně se osamostatnila a existovala až do roku 1941, než ji Němci zakázali. Po druhé světové válce již obnovena nebyla a na její činnost navázala TJ Mořkov. Jednota pořádala jednak tělovýchovné aktivity, a jednak provozovala též kulturně-společenské činnosti (divadla či besídky) pro zdejší občany.

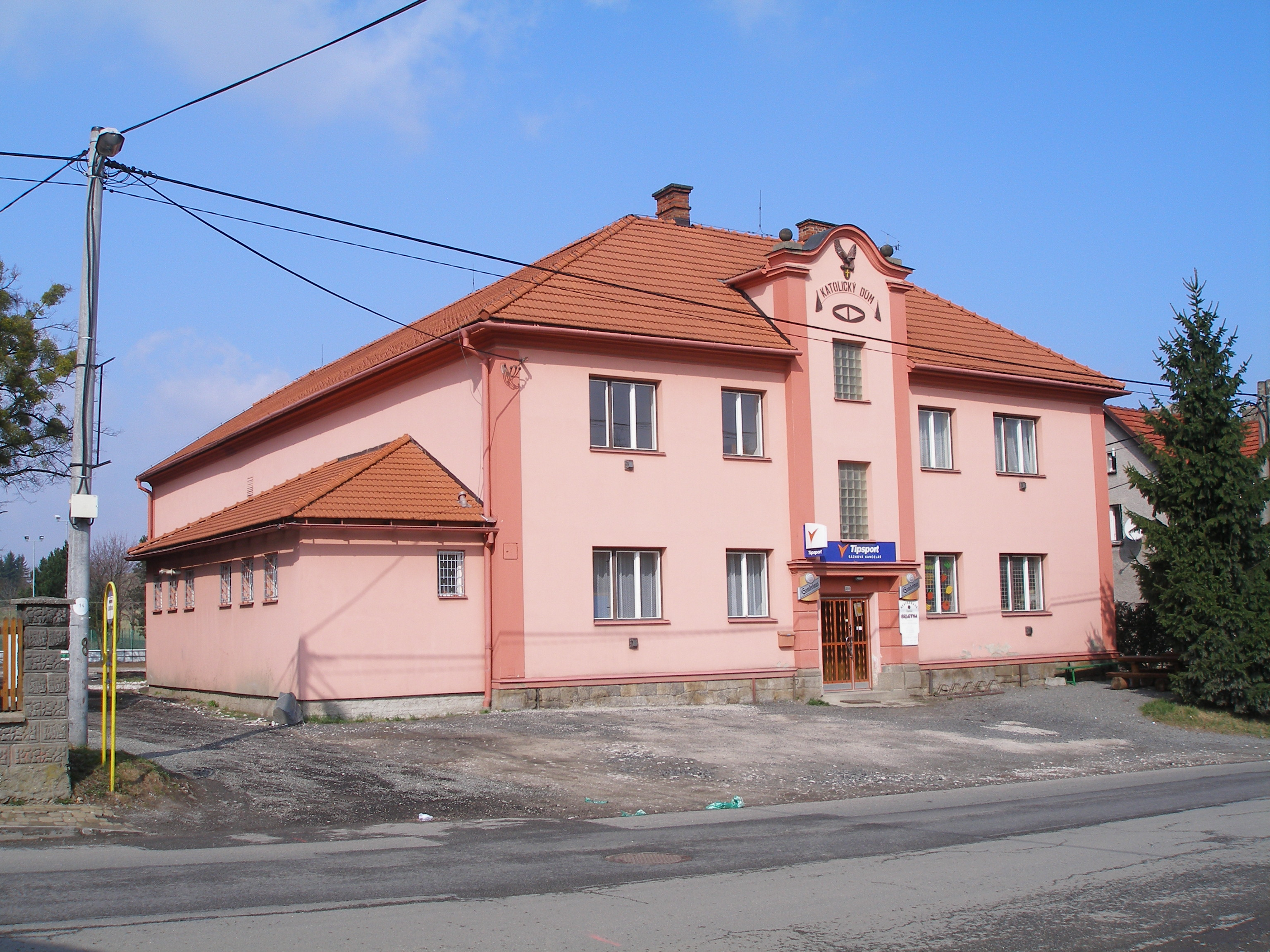
Katolický dům

Roku 1911 vznikl místní odbor tělocvičné organizace Orel. Své členy rozvíjel po tělesné i duchovní stránce. V červenci roku 1914 se měla v Mořkově uskutečnit první orelská slavnost, avšak nedošlo k ní, neboť týden před jejím zahájením byla vyhlášena mobilizace. Po válce členů organizace přibývalo, a bylo proto nutné získat větší prostory pro provozování činností spolku, protože doposavad využívaný sál u místní restaurace přestal vyhovovat. Roku 1929 byl vybudován a vysvěcen Katolický dům, v němž byl zřízen i biograf. Během druhé světové války došlo k přerušení činnost Orla a po roce 1948 k jejímu úplnému zastavení. Po roce 1990 však došlo k obnovení jeho činnosti.
V lednu 1920 vznikl místní odbočka Sokola. Členové cvičili v sále přiléhajícím k místnímu hostinci a účastnili se také veřejných cvičení v blízkých obcích. Ač spolek (roku 1933) koupil pozemek pro svoji tělocvičnu, k její stavbě nikdy nedošlo. Mezi roky 1941 až 1945 byla jeho činnost přerušena a roku 1948 se stal součástí TJ Mořkov. K jejímu obnovení po Sametové revoluci již nedošlo.

### Sport
Místním sportovním oddílem je TJ Mořkov, jehož součástí je oddíl fotbalu, volejbalu, šachu a vznikla při něm i zdejší místní organizace Klubu českých turistů. Fotbalisté využívají za školou vybudované sportovní a víceúčelové hřiště. Klub byl založen v roce 1939 a vedle dvou mužských celků (muži A a muži B) má také výběr dorostenců, žáků a starší přípravky. Muži hrají novojičínský okresní přebor. Volejbalový oddíl, který od 30. let 20. století hraje svá utkání, je dnes účastníkem Novojičínské volejbalové ligy, v níž vystupuje pod pojmenováním „Old boys“. Mimo toho existuje v klubu ještě oddíl mládeže, který vychovává a připravuje hráče pro ligové mužstvo. Místní šachisté se sdružují v šachovém oddílu TJ Mořkov. Jeho součástí jsou dvě družstva, z nichž lepší je účastníkem „Krajské soutěže A Moravskoslezského kraje“ a druhý se účastní „Okresního přeboru Nový Jičín“. Příznivci turistiky se od roku 1973 také sdružují ve zdejším TJ Mořkov. Dnes jejich místní organizace čítá 83 členů a její nejvýznamnější akci je každoroční pořádání Pochodu okolo Mořkova. Vedle toho se účastní i dalších turistických výletů nejčastěji do oblastí Moravskoslezského kraje.
V jihovýchodních partiích obce poblíž železniční zastávky je venkovní koupaliště s restaurací a autokempem. Koupaliště s bazénem o rozměrech 33 × 15 m prošlo v roce 2008 rekonstrukcí. Ve večerních hodinách je možné využít nočního koupání v osvětleném bazénu. Roku 2009 byly v areálu koupaliště vybudovány atrakce pro děti (vodní fotbal, skákací hrad, pískoviště a další). Během roku 2020 bylo dobudováno brouzdaliště o rozměrech 8 ×11 metrů s výškou hladiny 42 centimetrů. Součástí areálu koupaliště je také autokemp s jedenácti chatičkami.

## Hospodářství a doprava

### Hospodářství
V obci jsou dva dřevozpracující závody. Jeden je situován u železniční zastávky Mořkov, druhý pak v severních partiích obce u silnice na Veřovice. Po Sametové revoluci v listopadu 1989 se v obci začalo rozvíjet soukromé podnikání. Nejvýznamnějšími firmami jsou společnost Kon–Kys vyrábějící autoplachty a zajišťující též jejich potisk. Výrobní prostory této firmy se nacházejí v sousedství fotbalového hřiště. Dalšími podniky v obci je výrobce zvedacích zařízení Kladexa, výrobce součástí lisovacích zařízení DAE EU a společnost Zemědělství Horal, která vznikla v části původního JZD Beskyd, nacházejícího se v severních částech obce u silnice do Životic u Nového Jičína Zbytek areálu je jako brownfield využíván k odstavování stavebních strojů. V obci působí i soukromí podnikatelé, mezi které patří autoopravny, prodej a servis jízdních kol, instalatérství, kominictví, malířství či tesařství a pokrývačství. V Mořkově působí i advokátní kancelář. Ve středu obce je v provozu též cukrárna, dvoje řeznictví, tři restaurace, dále kadeřnictví, květinářství a krejčovství.

### Doprava
Obcí prochází silnice II/483, která do Mořkova vstupuje na západní straně ze směru od Hodslavic, u zdejšího kostela se ostře lomí k severu a za mostem přes řeku Jičínku, na křižovatce, kde odbočuje komunikace číslo III/4832 do Životic u Nového Jičína a dále do Nového Jičína, se opět ostře lomí k východu a pokračuje směrem k Veřovicím. Po ní podle Celostátního sčítání dopravy provedeného v roce 2020 jezdilo v průměru 2568 vozidel/den (ve skladbě 2286 osobních vozidel, 259 těžkých vozidel a 23 jednostopých vozidel). Na křižovatce u odbočky na Životice u Nového Jičína je motoristům k dispozici čerpací stanice pohonných hmot. Roku 2017 přibyly z prostředků obce na vjezdu od Hodslavic a od Životic kamery s nočním viděním umožňující zjišťovat a zaznamenat registrační značky projíždějících automobilů, jež následně odesílají Policii České republiky, která je tak může použít při odhalování protiprávního jednání. V územním plánu obce je ve výhledových záměrech uvažováno s přeložením komunikace druhé třídy ze zastavěné části obce severozápadním směrem a vytvořením tak obchvatu Mořkova.

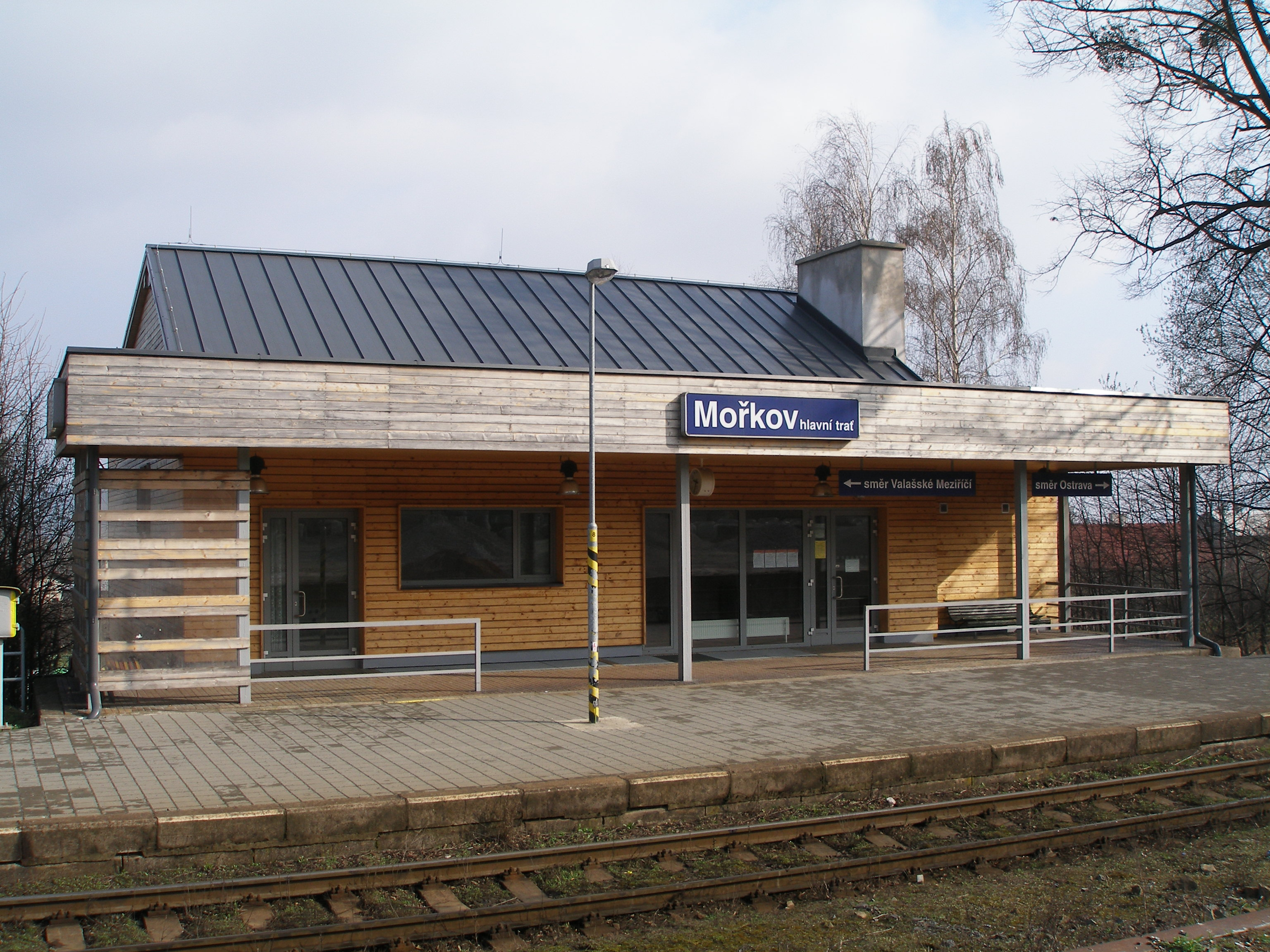
Železniční zastávka „Mořkov hlavní trať“

Vesnicí prochází též jednokolejná neelektrizovaná železniční trať Ostrava – Valašské Meziříčí. Podle plánů Správy železniční dopravní cesty z roku 2015 se však tato trať měla od roku 2018 začít elektrizovat. Na trati je železniční zastávka Mořkov hlavní trať. V obci se nacházela ještě druhá železniční zastávka (nazvaná Mořkov), která byla na trati Hostašovice – Nový Jičín horní nádraží. Avšak vzhledem k tomu, že na trati byl po povodních v roce 2009 provoz přerušen (a posléze i ukončen), není již tato zastávka funkční.
Veřejnou autobusovou dopravu v obci zajišťuje společnost Transdev Morava v rámci Ostravského dopravního integrovaného systému (ODIS). Autobusové linky odtud vedou do Nového Jičína, Frenštátu pod Radhoštěm, Hodslavic a Kopřivnice. V Mořkově je zřízeno celkem osm autobusových zastávek („Dolní konec“, „Horní konec“, „Kostel“, „Nové domky“, „Pomník rudoarmějce“, „Rozcestí Frenštát pod Radhoštěm“, „Střed“ a „Železniční stanice“). Železniční spoje z Mořkova jezdí do Valašského Meziříčí, Frenštátu pod Radhoštěm, Frýdlantu nad Ostravicí, Ostravy a Ostravice.

## Památky a pamětihodnosti

### Kostel svatého Jiří

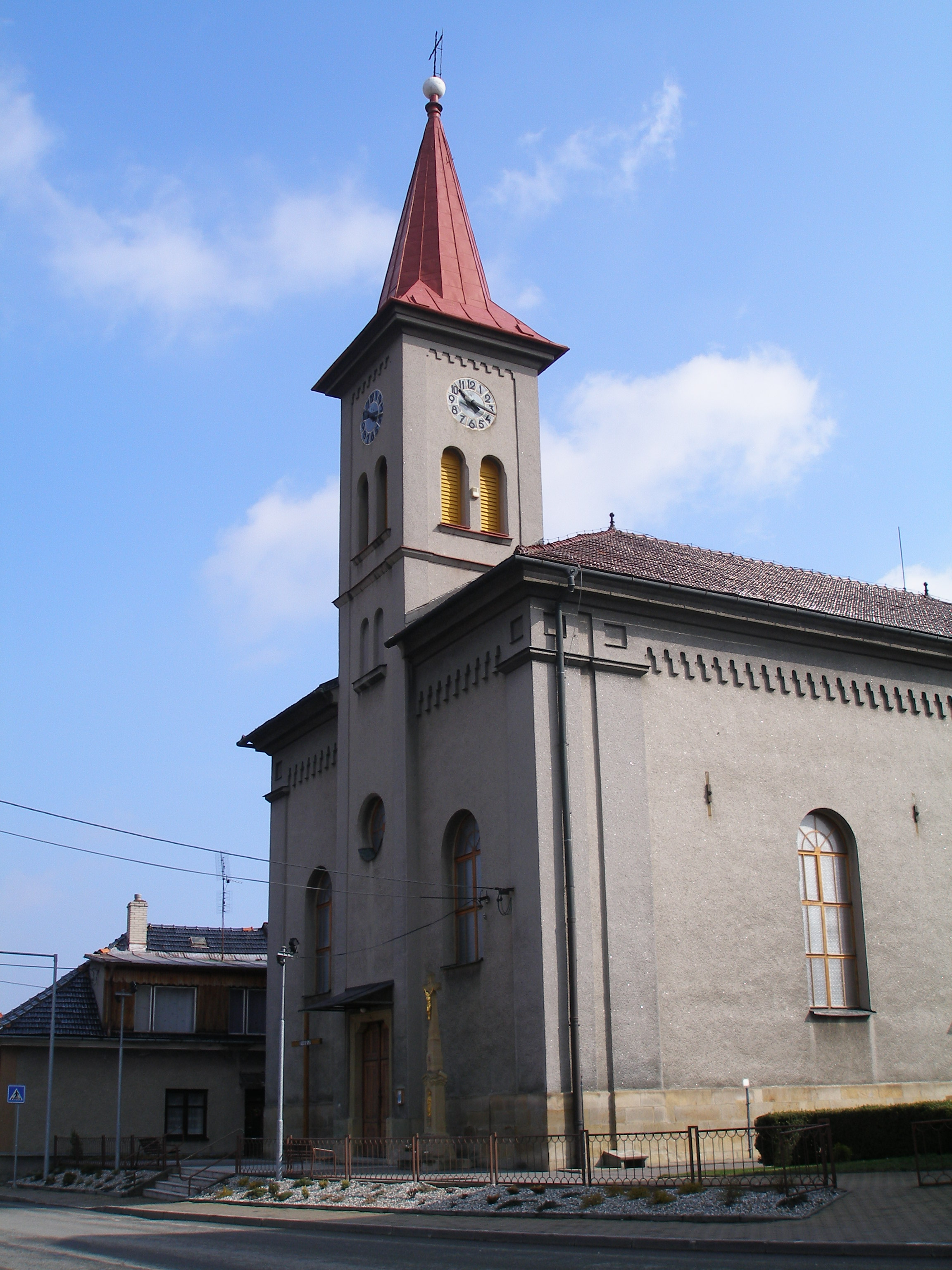
Kostel svatého Jiří

Zděný kostel zasvěcený svatému Jiří v obci byl zbudován roku 1587, kdy nahradil původní dřevěný kostelík z roku 1437. Ve věži měl umístěny dva zvony. Stával v místech současného kostela. Jeho hlavní oltář zhotovil roku 1667 Jiří Zingler z Nového Jičína. V kostele byl umístěn též boční oltář svatého Kříže. Když byl roku 1825 kostel opravován (rekonstrukcí prošla i střecha kostela včetně věže), vystoupilo raději 25 obyvatel obce z katolické církve, než aby byli nuceni přispět předepsaným příspěvkem 18 krejcarů na rekonstrukci kostela.
Se stavbou nového kostela (naproti současné faře) zbudovaném ve stylu historického romantismu bylo započato roku 1878. Jeho základy byly položeny okolo původního kostelíka, z něhož byla ponechána pouze věž. Když se po dostavbě nového kostela zjistilo, že se k němu věž nehodí, byla roku 1888 zvýšena do výšky asi 30 metrů. V kostele byly umístěny tři oltáře. V sakristii visí obraz svatého Jiří, jenž pochází z původního kostelíka (byl tam obrazem na hlavním oltáři).
V Jeřábkově kostele (z roku 1587) byly ve věži umístěny dva zvony – svatý Jan Nepomucký (pořízený na náklady obce) a svatý Jiří věnovaný Jakubem Jeřábkem. Po vybudování nového kostela (roku 1878) a zvýšení původní věže došlo v roce 1904 k instalaci třetího zvonu – umíráčku. Ten však byl spolu se zvonem svatého Jiří roku 1916 rekvírován pro válečné účely. Ve věži tak zůstal pouze zvon svatý Jan Nepomucký. Během roku 1926 byly pořízeny dva nové zvony, a sice svatý Josef a Nejsvětější Srdce Páně, který sloužil jako umíráček. Ve věži tak byly tři zvony. Během druhé světové války došlo v březnu roku 1943 k opětovnému rekvírování zvonů, kdy byly odvezeny zvony svatý Josef a svatý Jan Nepomucký. Ten se však po válce vrátil a na věži tak byly dva zvony (vedle svatého Jana Nepomuckého ještě Nejsvětější Srdce Páně). V roce 1967 se na věž kostela pořídily další dva zvony – jeden s reliéfem Krista Krále, druhý s reliéfem Panny Marie Svatohostýnské. Během roku 1975 došlo k přelití zvonu Nejsvětější Srdce Páně, jímž se zvoní umíráček; nově je na něm reliéf svatého Jiří. Ve věži mořkovského kostela jsou tak čtyři zvony.

### Kaple Panny Marie Bolestné

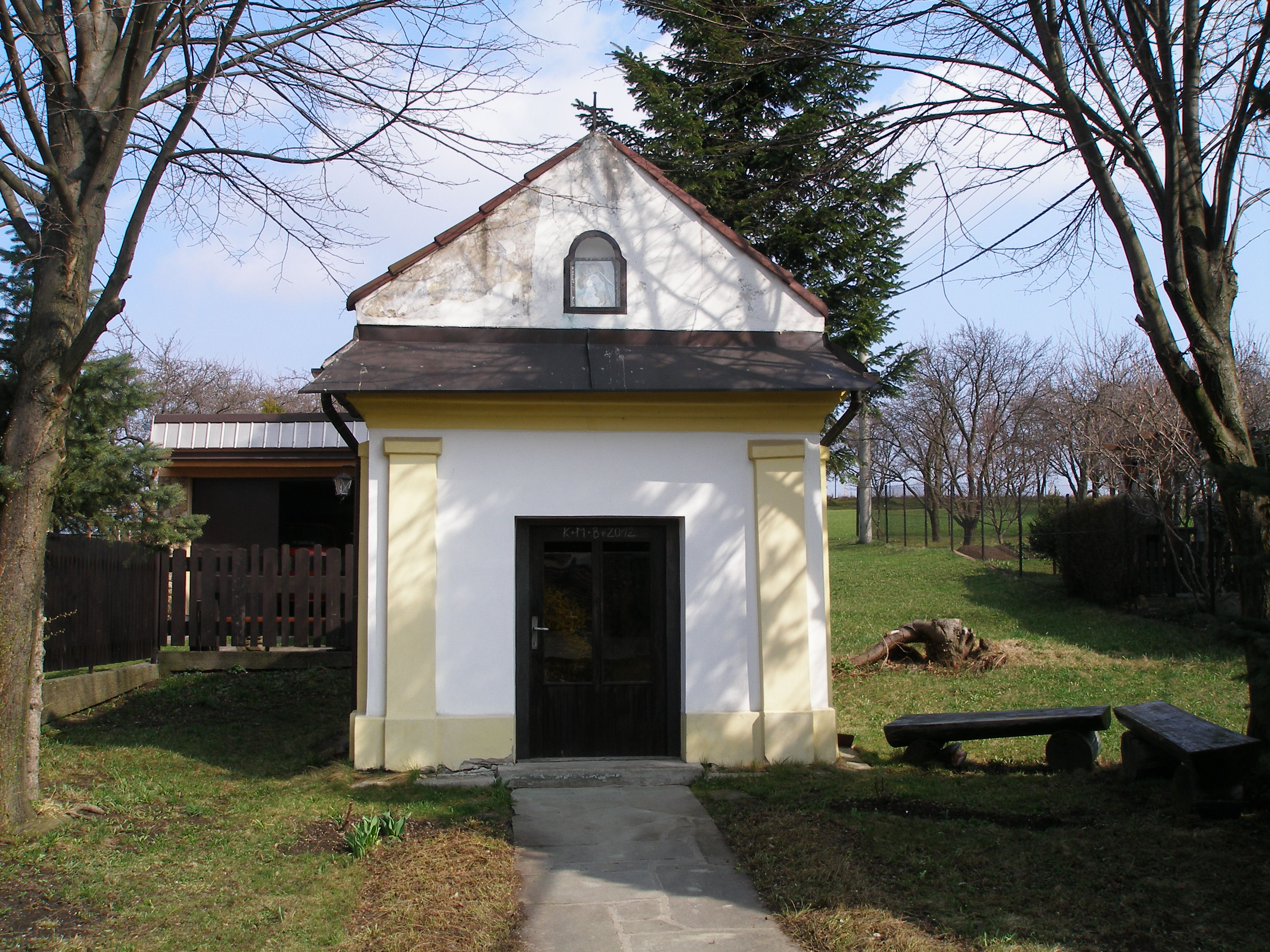
Kaplička Panny Marie Bolestné

Kapli (na křižovatce ulic Ke Kapli a U Kaple) na svém pozemku postavil roku 1853 Jan Jeřábek. Je v ní uložen původní znak rodu vytesaný v kameni, který se dříve nacházel u vstupu do věže místního kostela svatého Jiří. V říjnu 1915 složil místní občan Jan Kyselý (potomek Jana Jeřábka) na zdejším úřadě finanční obnos, který měl být použit na udržování kaple. Farnost proto zakoupila státní dluhopis a z jeho úroků opravu kaple financovala. Celkovou rekonstrukcí prošla kaple po roce 1990. Objekt je kulturní památkou České republiky.

### Katolická fara

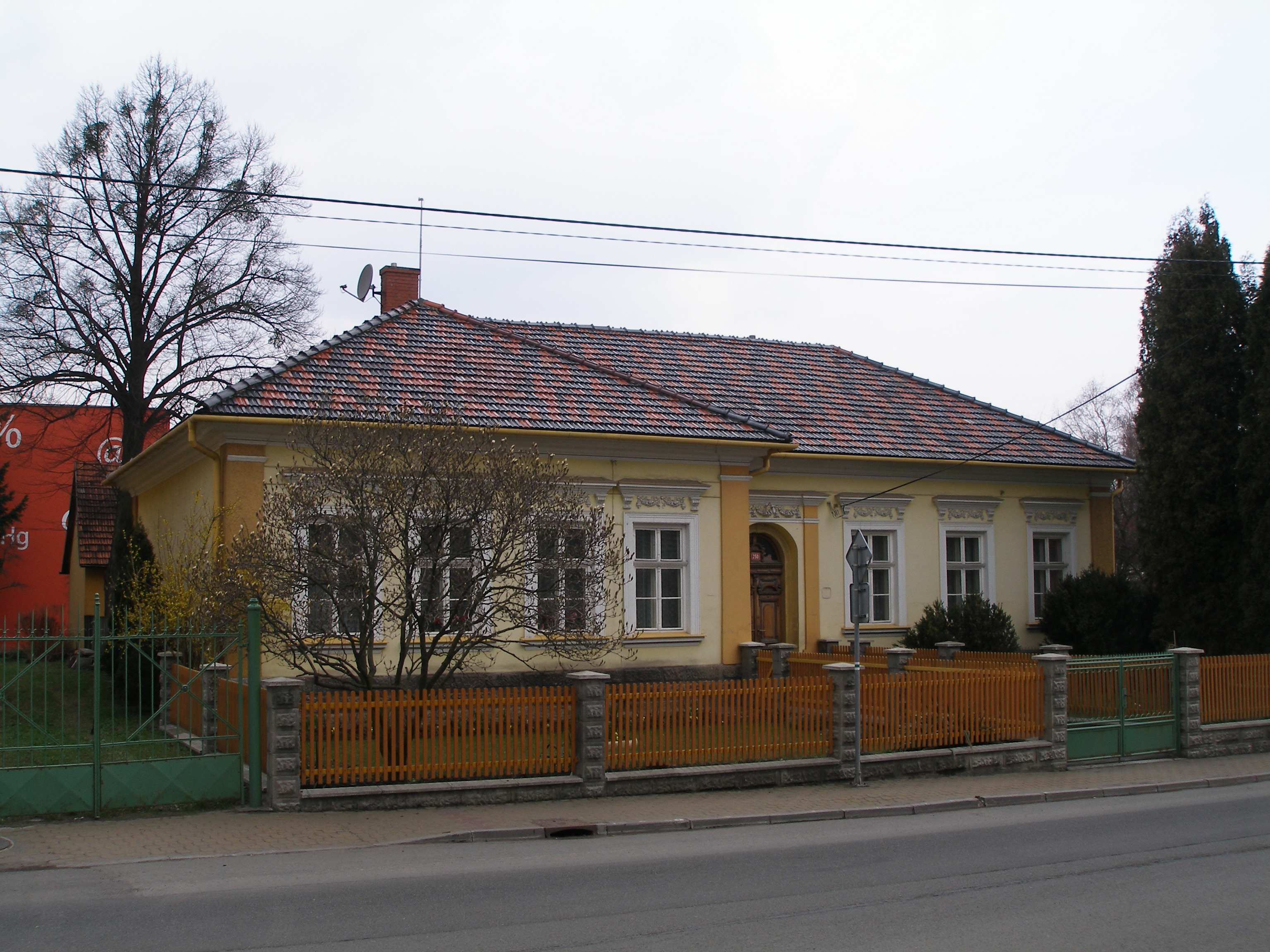
Katolická fara z konce 19. století

Katolická fara (Dolní ulice čp. 250) je v obci zmiňována již v roce 1437. Kolem roku 1560 však zanikla, neboť protestantů byla v obci většina a stávající kostel zabrali. Až do roku 1624 zde působili protestantští kazatelé, kteří zároveň duchovně pečovali o obyvatele v Hodslavicích a ve Veřovicích. Následně, když se majiteli panství stali jezuité, byli nekatolíci nuceni přejít na katolickou víru. Ač byla roku 1636 v místě zřízena katolická farnost, obsazena byla až roku 1689, kdy byl zdejším prvním farářem páter Karel Světlík (do té doby byl Mořkov spravován z farnosti ve Štramberku). Pod mořkovskou farnost patřily farnosti v Hodslavicích, Veřovicích a Životicích. Od roku 1691 byl na zdejší farnost umístěn páter Ondřej Lambser, který se však usadil v Životicích. Proto byl Mořkov od roku 1702 přidělen k farnosti Životické. Na konci 19. století (roku 1898) však byla v Mořkově naproti kostelu zbudována nová fara (předchozí byla z důvodů svého nevyužívání roku 1861 zbořena) a obec se tak opět stala samostatnou farností.

### Budova první školy

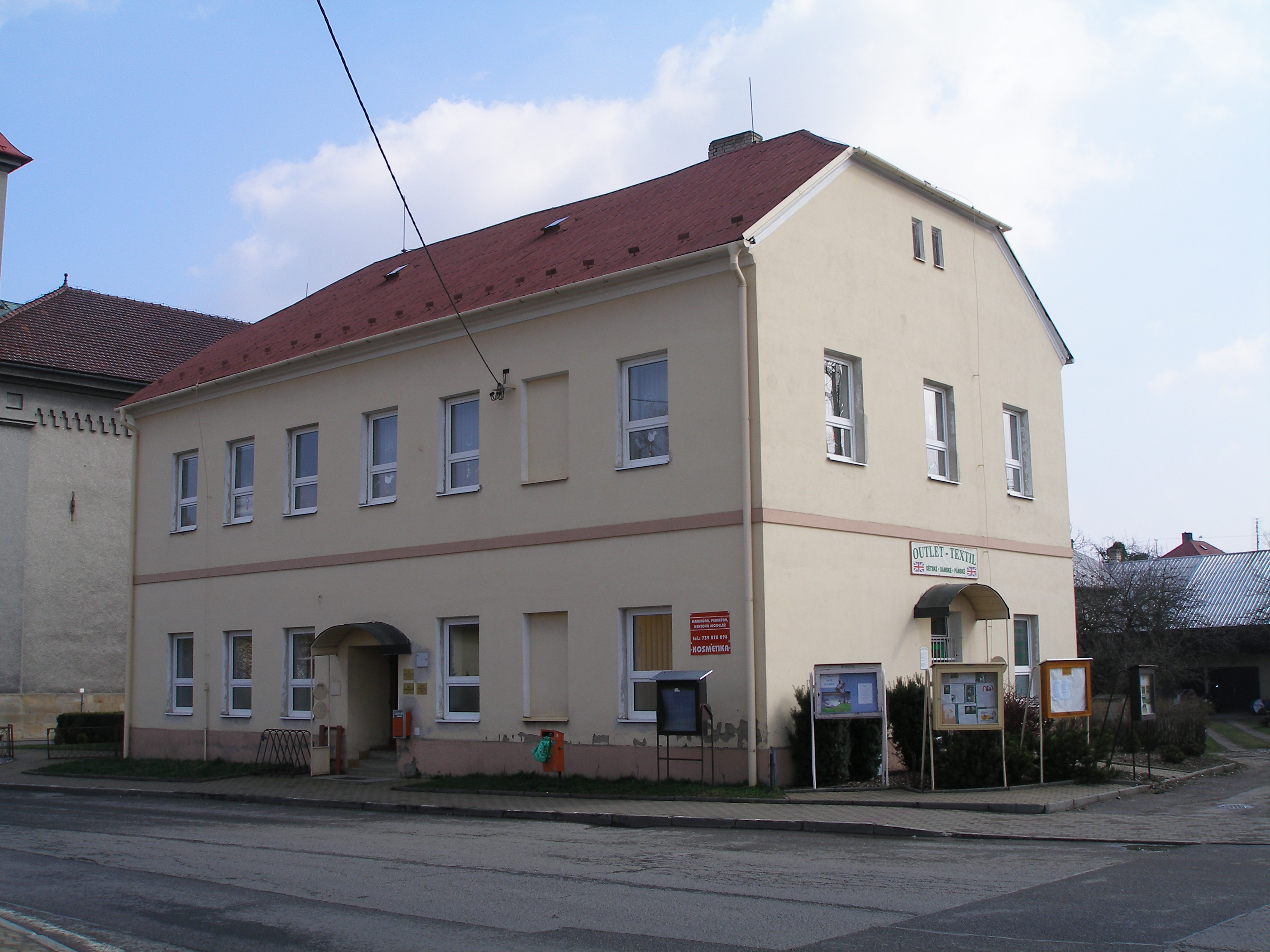
Budova první školy

Původně přízemní jednotřídka (v Dolní ulici čp. 74) z roku 1843 (dle jiných zdrojů až 1844), která byla v roce 1879 zvýšena o jedno patro a stala se z ní dvoutřídní škola (a od roku 1898 dokonce trojtřídní). Vedle školních tříd se v budově nacházel i byt učitele. Když došlo v roce 1910 k vybudování nové školní budovy (v dnešní Sportovní ulici), využíval budovu obecní úřad a vznikla zde i četnická stanice a několik bytů. Od roku 1971 byl v budově umístěn též poštovní úřad a zdravotní středisko. Roku 1984 se obecní úřad (tehdy místní národní výbor) přestěhoval do nově zbudovaného Společenského domu (čp. 10). V roce 1991 se z budovy první školy do domu čp. 61 přemístil poštovní úřad a dům je tak využíván vedle lékařů též kosmetickým salónem, fotografem a prodejcem oděvů.

### Soukromá evangelická škola

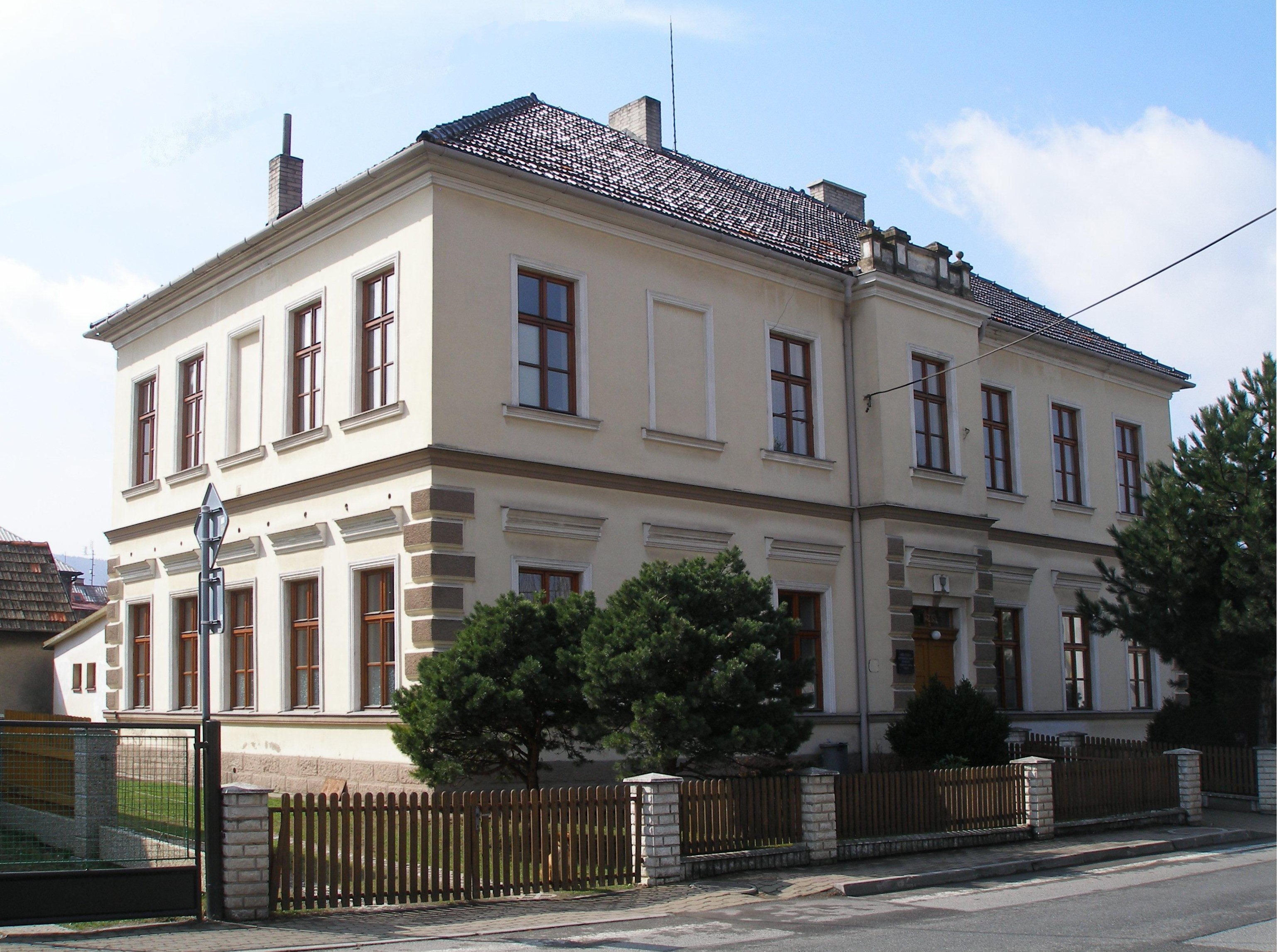
Soukromá evangelická škola

Škola stojí na Sportovní ulici čp. 248. Základní kámen k její stavbě byl položen v polovině července 1895. Stavbu dokončili v srpnu následujícího roku a v polovině září 1896 zahájili školní vyučování (určené dětem zdejších protestantů). Budova v té době byla pouze přízemní. K přistavění druhého patra došlo v roce 1908, čímž vznikl prostor i pro druhou školní třídu.
Školu navštěvovalo průměrně 83 žáků. S ohledem na snižující se počet žáků však bylo koncem března 1919 vyučování ve škole ukončeno a všichni její žáci včetně svých učitelů přestoupili od 1. dubna toho roku do místní všeobecné školy. Krátce po ukončení výuky se evangelíci na církevní schůzi usnesli na zřízení modlitebny v budově bývalé školy, v níž se od té doby až dosud konají nejen nedělní bohoslužby, ale i příležitostné církevní obřady (například pohřby).

### Pomník osvobození Rudou armádou

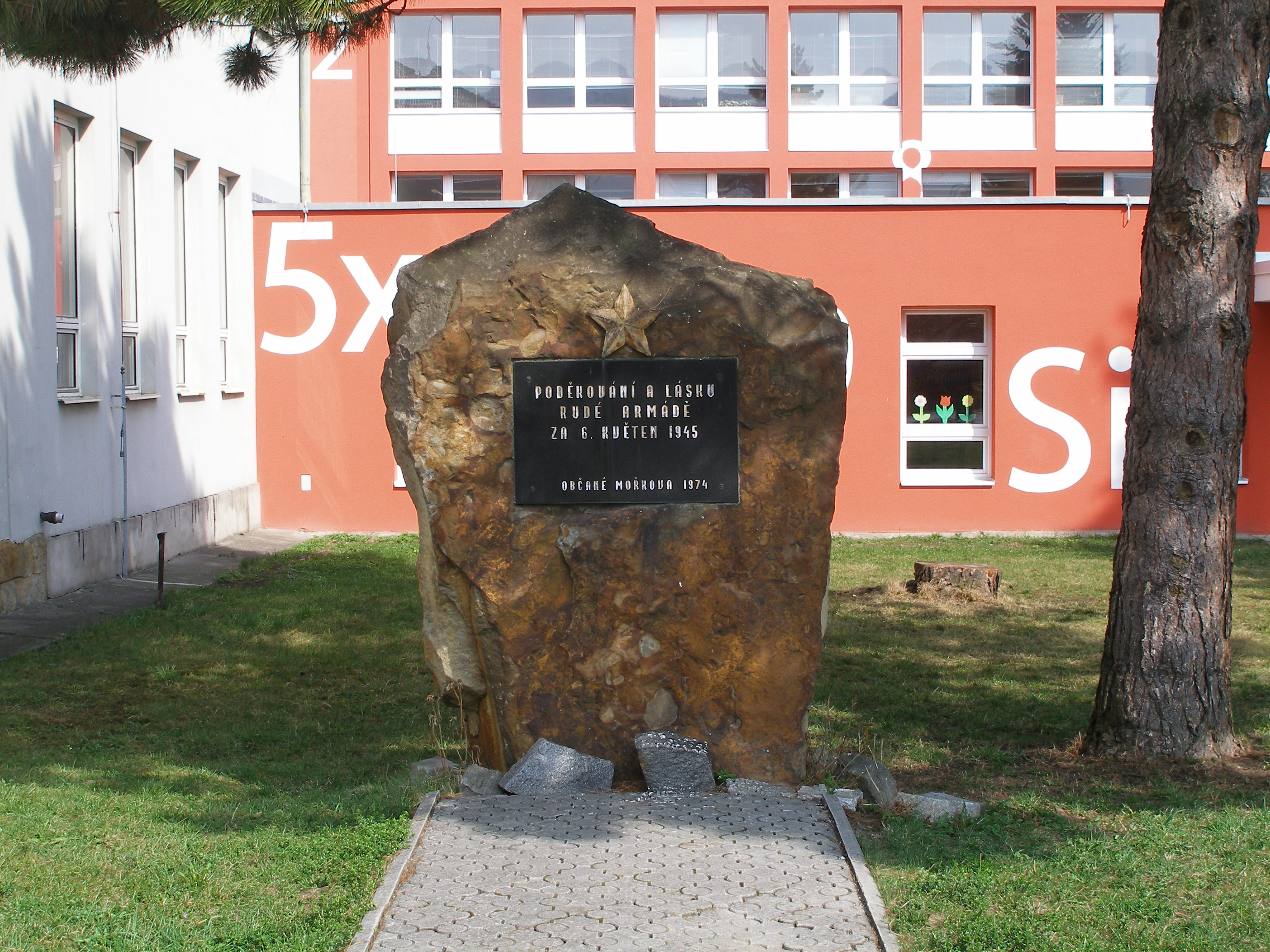
Pomník osvobození Rudou armádou

U školy (Sportovní ulice čp. 258) byl v roce 1974 zbudován pomník vyjadřující vděk a lásku Rudé armádě za osvobození obce v květnu 1945. Je na něm umístěna pamětní deska, která byla původně (od roku 1950) umístěna na zdejší základní škole.
Severně od obce se nachází pomník upomínající na Ilju Petrije Karaměnka, vojáka sovětské Rudé armády, který v těch místech na konci druhé světové války zahynul. Od 17. října 1966 je pomník kulturní památkou České republiky.

### Tři památkově chráněné domy
V roce 2020 se počet památkově chráněných objektů v obci rozšířil, když nově přibyly tři stavby. Prvním se stal 14. května toho roku dům číslo popisné 89, u kterého odborníci poukazovali na dobré zachování reprezentující zdejší lidovou architekturu, jenž se zároveň řadil k posledním příkladům místní původní zástavby. Dalším se 29. května 2020 stal dům číslo popisné 95 chráněný spolu s blízkou studnou. U něj je poukazováno na dochovaný příklad roubeného domu karpatského typu, který je zároveň jedním z posledních reprezentantů tradiční mořkovské zástavby. Posledním domem přibyvším během roku 2020 je objekt venkovského domu číslo popisné 225 památkově chráněným od 21. července. Je rovněž stavbou karpatského stylu. Postaven byl roku 1895 a pod jednou sedlovou střechou se v něm nacházejí dvě části, a to obytná, jež plynule přechází v hospodářské prostory.

## Turistika
S vyznačováním turistických tras se v Mořkově začalo ve dvacátých letech 20. století, kdy byly zbudovány (vykopány) čtyři pěšiny, které sloužily předně hajným k zajišťování ochrany lesa či k lovu. Ty se pak využily pro turistické trasy. Obcí prochází ve směru ze severu na jih zeleně značená turistická trasa číslo 4828. Jsou zde na ní tři rozcestníky („Mořkov – veřovická křižovatka“, „Mořkov – střed, bus“ a „Mořkov – pod železniční stanicí“). Souběžně s ní v části své trasy je vedena také naučná stezka „Novojičínská kopretina“. U železniční zastávky Mořkov hlavní trať je rozcestník turistických tras nazvaný „Mořkov – železniční stanice“, odkud jsou souběžně vedeny modrá a žlutá turistická značka na rozcestí „Pod Huštýnem“. Modrá trasa odtud dále pokračuje na Huštýn, kdežto žlutá se odklání a vede na vrch Krátká. Jižně od obce je vedena cyklistická trasa číslo 6016. Druhá cyklotrasa – číslo 6271 – byla otevřena 26. září 2014 v trase někdejší železniční tratě číslo 326 z Hodslavic do Nového Jičína.

## Osobnosti

### Rodáci
- František Bartoň (1914–1939), vojenský letec, padl ve Francii
- Josef Černý (1916–1970), voják, jenž se v oddílech Ludvíka Svobody zúčastnil bojů na východní frontě druhé světové války (na místní škole má svoji pamětní desku)
- Josef Dýnka (1933–2014), český právník
- Felicián Josef Macháč (1915–2003), římskokatolický kněz
- Zdeněk Mička (* 1945), římskokatolický kněz a hudební skladatel
- Tomáš Vrána (* 1994), klavírní virtuos

### Čestní občané
- Tomáš Garrigue Masaryk – první československý prezident (titul mu byl udělen u příležitosti 85. narozenin v roce 1935)[196]